# Византийская Палестина

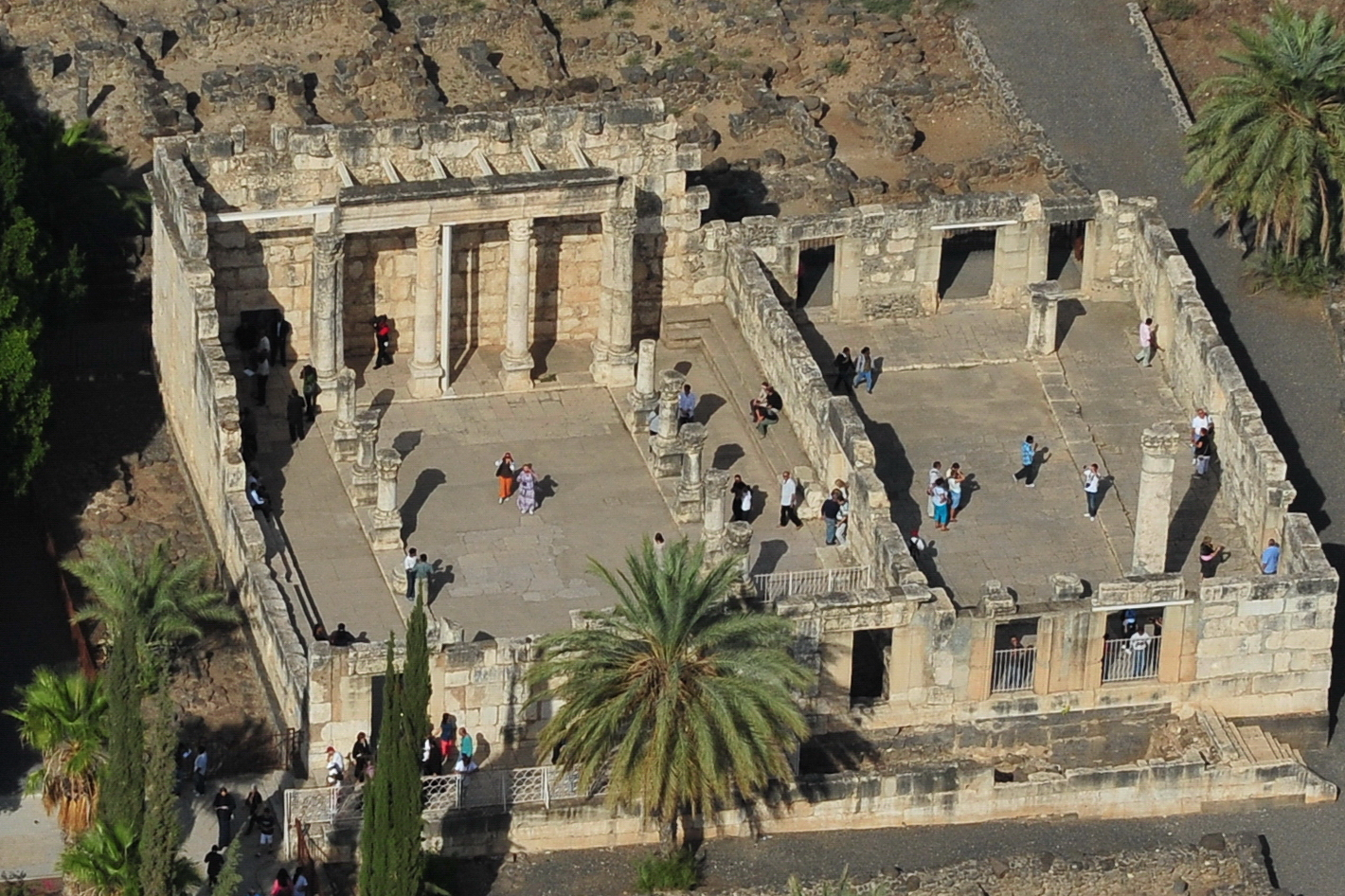
Развалины синагоги Капернаума, II—V века

Византийская Палестина (др.-греч. Παλαιστίνη) — период в истории Палестины (или Земли Израильской), когда эта ближневосточная территория находилась под властью Восточной Римской империи и Византии. Концом византийского периода считается завоевание провинции арабами в начале VII века. С археологической точки зрения начало византийского периода относят к правлению Константина Великого (306—337) или, более точно, к 324 году, когда после победы над Лицинием Константин установил контроль над восточной частью империи. В рамках истории еврейского народа византийский период традиционно отсчитывают приблизительно от конца правления в Римской империи династии Северов в 235 году, когда завершился таннаитский и начался амораитский период еврейской истории, или же смерти рабби Иехуды ха-Наси. В этот период Палестина являлась крупнейшим христианским центром и популярным местом паломничества, что имело важное экономическое, политическое и общественное значение для региона. Территория византийской Палестины включала прибрежную равнину от горы Кармель на севере до города Рафия на южной границе с Египтом, Галилею и Голаны на севере, Изреельскую долину, долину реки Иордан и Мёртвое море. Административное деление Палестины неоднократно менялось и приняло свой окончательный вид в IV веке после разделения на три провинции. В историческом отношении Палестина продолжала оставаться единым образованием.
С завершением кризиса III века, следующий век стал временем процветания в Палестине. После паломничества в 325 году в Святую землю императрицы Елены здесь стали появляться многочисленные церкви и монастыри. Некоторую угрозу представляли набеги арабов, но меры, принятые при Диоклетиане (284—305) и Галерии (293—311) обеспечивали достаточную защиту палестинского лимеса (лат. limes Palestinae). В результате Палестине был обеспечен длительный период спокойного развития, приведший к значительному экономическому и демографическому росту. В византийский период численность жителей Палестины достигла значений, которые были превзойдены только в XX веке. В регионе также происходил процесс христианизации и соответствующего уменьшения доли еврейского и языческого населения.
Население Палестины было крайне разнородным. Основным местом поселения евреев была Галилея, хотя здесь было много и неевреев, особенно в таких городах, как Сепфорис и Капернаум. Евреи жили и в других частях Палестины, в том числе в крупных городах. В некоторых частях Иудеи и Переи они составляли большинство населения. Самаритяне доминировали в Самарии, в городах которой язычники жили значительными общинами. Кочевые и оседлые арабы, включая потомков набатейцев, составляли большинство в Палестине Третьей. Повсеместно встречались говорящие на арамейских языках сирийцы, а также греки. Пёстрым был и религиозный состав населения.

## Исторический обзор

### Основные тенденции III—IV веков
Начавшийся с падением династии Северов кризис в Римской империи отразился на Палестине не более, чем на остальной империи. Хотя Талмуд и мидраши в своих рассказах об этом времени уделяют больше внимания проблемам, чем случаям процветания, условия жизни в этой провинции были сопоставимыми с теми, которые были в других частях востока империи. Недовольство ситуацией возродило мессианские надежды, но, в отличие от I—II веков, основные претензии к римской власти носили не религиозный, а экономический характер. Сохранившейся информации о конкретных событиях времени анархии недостаточно, чтобы изложить связную историю этого периода. Нумизматический материал показывает, что из 12 городов, чеканивших монету при Северах, только три продолжили это делать — колонии Элия Капитолина, Кесария Палестинская и Флавия Неаполис; к 260 году чеканка полностью прекратилась и там. В этом отношении Палестина также соответствовала тенденциям своего времени. Продолжались процессы эллинизации в тех частях Палестины, которые уже и так были преимущественно не-еврейскими. Получивший при императоре Филиппе (244—249) статус колонии Неаполис стал центром отправления императорского культа.
Сохранилось очень мало нумизматических свидетельств о военной истории региона в середине III века. При императоре Деции (249—251) эмблема легиона X Fretensis (кабан) появляется на монете из Кесарии, а годом или двумя позже при Галле (251—253) на монете Неаполиса. Эти города не были обычным местом дислокации этого легиона, и монеты, вероятно, выпущены в память поселения там ветеранов. При Галле появились также монеты со штандартом легиона III Gallic, обычно расквартированного близ Дамаска, на монетах Кесарии — скорее всего это указывает на размещение в городе подразделений этого легиона. Прочие свидетельства столь же фрагментарны. В 253 году Персия вторглась в Римскую империю и захватила Антиохию; возможно, разграблению подверглась и Палестина. В составленном по приказу шаха Шапура I списке провинций, поставивших императору Валериану I (253—260) войска для его катастрофического похода в Персию в 260 году, была и Иудея. В следующее десятилетие продолжилось сокращение войск в Палестине. В 260-е годы Палестина вошла в часть империи, попавшую под контроль Пальмирского царства Одената (260—267) и Зенобии (267—273). Оденат смог выправить ситуацию на восточной границе, отбросив персов за Евфрат. В ходе одного из походов была разрушена Негардея, крупный культурный и торговый центр вавилонского еврейства. Отрицательное отношение евреев к Пальмире выразилось как в письменных источниках, так и в том, что войска из Палестины приняли участие в кампании против Зенобии в 272 году.
После десятилетия безвестности, Палестина вновь упоминается в связи с реорганизацией, предпринятой Диоклетианом (284—305). Палестина вошла в диоцез Востока, одну из 12 крупных территориальных единиц, на которые этот император разделил империю. К Палестине были присоединены значительные территории между Идумеей и Красным морем. О гражданском управлении в период Тетрархии практически ничего не известно; о трёх губернаторах в начале IV века известно от Евсевия Кесарийского в связи с их эффективностью во время Великого гонения на христиан. При Диоклетиане продолжилась начатая Северами программа урбанизации региона. Недалеко от Аскалона, в преимущественно населённой не-евреями области, был основан Диоклетианополь. Еврейский город Капаркотна в Изреельской долине был переименован в Максимианополь. Диоклетиан был первым римским императором после Каракаллы (198—217), посетившим Палестину. В 286 году он несколько недель провёл в Галилее, остановившись, согласно еврейской традиции, в Баниясе и Тивериаде. Визит произвёл большое впечатление на евреев и описан в нескольких легендах. Согласно одной из них, Диоклетиан в детстве пас свиней близ Тивериады и подвергался насмешкам сверстников, что предопределило его негативное отношение к евреям. В 297 году Диоклетиан вместе с молодым Константином был в Палестине проездом в Египет.
Экономические проблемы III века в полной мере отразились на Палестине. В результате огромной инфляции чеканка серебряной монеты стала слишком затратной для городов и постепенно прекратилась. Монетарная экономика практически исчезла, а солдаты и чиновники получали своё довольствие преимущественно в натуре. Только в конце IV века начался процесс перевода всех выплат на золото. Около 301 года Диоклетиан начал экономические реформы. Его знаменитый эдикт о максимальных ценах известен преимущественно по данным из Малой Азии, неизвестно, в какой степени он выполнялся в Палестине. Региональные вариации были значительны — в Палестине цены на продовольствие были вдвое выше, чем в Египте, и вдвое ниже, чем в Риме. Выраженные в золоте, цены 300 года были едва ли выше, чем во II веке, однако это мало помогало населению, у которого его было мало. Также Диоклетианом была предпринята попытка реформы налогообложения. В Палестине её следами являются межевые камни в северо-восточной Галилее, помеченные именем некоего Элия Статутуса (Aelius Statutus).

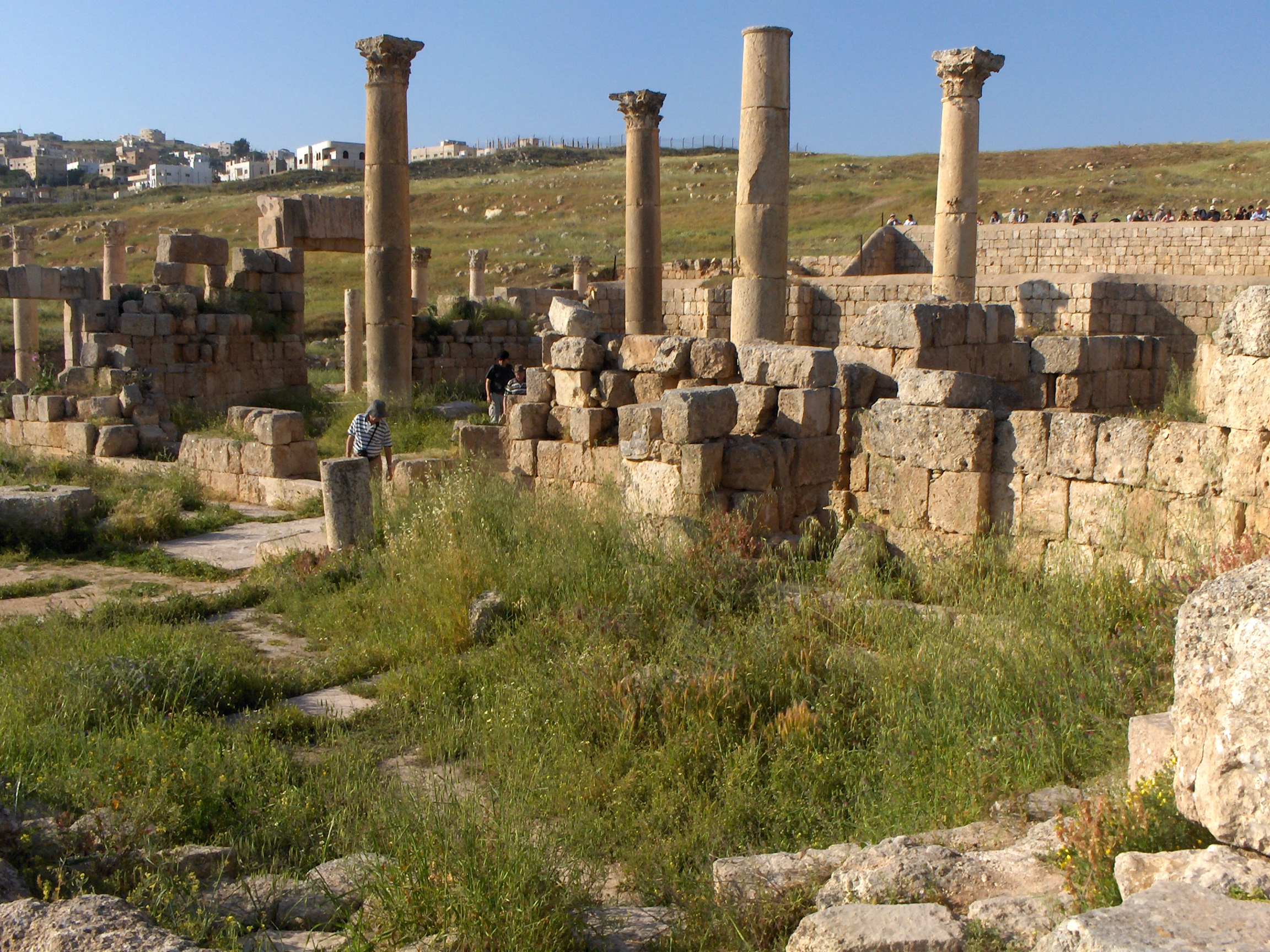
Развалины собора Герасы, ок. 400 года.

В IV веке началась христианизация Палестины. Это был длительный процесс, завершившийся в некоторой степени только в царствование Юстиниана I. По утверждению американского историка С. Шварца, с точки зрения евреев христианизация характеризовалась маргинализацией их общества и «отторжением» (англ. disembedding) их религии. На первый из этих вызовов евреи могли отвечать двумя способами — принятием христианства или же сохранением верности иудаизму, исповедуемому в рамках отдельных социальных структур. Исследователи по-разному оценивают влияние христианизации Палестины на евреев. Многие учёные следовали исследователю XIX века Г. Грецу, который рассматривал историю евреев в поздней античности (от некоторого процветания при династии Северов и до кошмаров Средневековья) как процесс неотвратимого упадка, не оказывавший, однако, большого воздействия на внутреннее устройство еврейского общества. Другая точка зрения, высказанная в 1961 году немецким историком И. Баером предполагала, что евреи подвергались преследованиям в языческом римском государстве и христианском византийском в равной степени. С появлением новых археологических данных в 1970—1980-х годах появились основания полагать, что враждебная христианскому правительству раввиническая литература V—VI веков, на которой основывал свои теории Г. Грец, не отражала реальное положение дел в еврейском обществе того времени. Судя по данным археологии, начиная с III века евреи в Палестине процветали, их численность росла, а их отношения с христианами были вполне дружественными. Однако стремление византийских императоров ввести единообразие в религиозную жизнь своих подданных в случае евреев приводило к принятию дискриминационного законодательства. Следствием было не только исключение евреев из властных структур, но и запрет на строительство синагог.
В царствование Константина Великого была сделана попытка урегулировать вопрос о членстве евреев в городских советах. Исполнение куриальных обязанностей, внешне почётное, было обременительным делом и было связано с большими расходами личных средств — на декурионов возлагалась обязанность компенсировать недостающие средства городского бюджета, необходимые для поддержания общественных сооружений и служб. Как минимум с III века в раввинических текстах выражается возмущение против этих, зачастую принудительных, обязанностей, возлагавшихся на богатых евреев. Евреи могли избежать назначения в совет, сославшись на то, что требуемое по должности совершение языческих жертвоприношений противоречило их религиозным убеждениям, однако после объявления религиозной терпимости Константином этот способ стал невозможен. В послании от 11 декабря 321 года, адресованного городскому совету Колонии Агриппины (современный Кёльн), Константин разрешил двум или трём избранным в совет евреям не нести куриальные финансовые тяготы (CTh 16:8:3). В следующий раз император вернулся к этому вопросу в законе 330 года уже применительно к евреям Палестины, разрешив исключение из числа возможных куриалов еврейских религиозных и общественных лидеров (CTh 16:8:2) — как это ранее было сделано для лидеров христианской и языческой общин. Стремление избежать куриальных обязанностей было свойственно не только евреям, что привело к принятию Константином закона, запрещавшего принимать священнический сан с целью уклонения от исполнения гражданского долга. В конце концов, в 398 году император Флавий Аркадий запретил посвящение в священство лиц куриального звания. Аналогичные попытки ограничения возможности уклонения предпринимались и в отношении евреев. В законе императора Западной Римской империи Грациана 383 года на избранных в совет еврейских священников возлагалась обязанность найти себе адекватную в отношении состоятельности замену, однако этот закон вряд ли применялся на востоке империи. Но затем в 397 году на востоке были подтверждены права патриархов и в целом нет оснований считать, что в этом важном аспекте еврейские священнослужители находились в худшем положении, чем христианские.

### V—VII века
Важной тенденцией начиная с первой половины V века стал расцвет синагог, наблюдавшийся несмотря на издание запретительных законов между 415 и 438 годами. В этом процессе важную роль играли священники, в особенности в развитии литургических практик (См. Молитва в иудаизме). В этот период зародился жанр религиозной поэзии пиют. Причины этого явления исследователи обнаруживают в упадке центров еврейской образованности в крупных городах (Тивериаде, Сепфорисе, Кесарии и других) и смещении центров культурной и общественной жизни в мелкие городки и сельскую местность. Археологические исследования древних синагог и нанесённых на них надписей позволяют историкам сделать предположения об идеологической подоплёке этих изменений. По мнению американского историка С. Шварца, сооружением и украшением синагог евреи позднеантичной Палестины некоторым преломлённым способом отражали окружающую их действительность. Хотя сельские еврейские общины, стремящиеся быть автономными и самодостаточными, в деталях своего функционирования и в своей идеологии были принципиально еврейскими, идея строительства монументальных религиозных сооружений была следствием общей тенденции, вызванной христианизацией. Синагоги в этот период использовались как площадки для общественных обсуждений, в частности для удержания членов общины от излишнего взаимодействия с внешним миром. Синагоги также были местом получения образования, конкурирующего с тем, которое давали раввины. Исследователи отмечают связь развития сети синагог с внутренней дезинтеграцией еврейского общества, проявлявшейся в том числе и в том, что эмигрировавшие в Палестину евреи из Вавилона, Александрии и Тира основывали собственные синагоги и предпринимали мало усилий для интеграции в более широкое общество.
Обширным направлением исследований является изучение процесса трансформации Палестины от процветания в правление Византии к жалкому состоянию под властью Арабского халифата и крестоносцев. Если до конца XX века считалось, что этот процесс был обусловлен разнообразными природными и политическими катастрофами (Юстинианова чума в 542 году, персидское завоевание в 614 году и арабское завоевание в 634—640 годах, а также серия опустошительных землетрясений), то в настоящее время на основе анализа археологических данных установлено, что это был длительный процесс упадка, протекавший с разной интенсивностью в разных частях Палестины.

## Управление и структура

### Гражданское управление

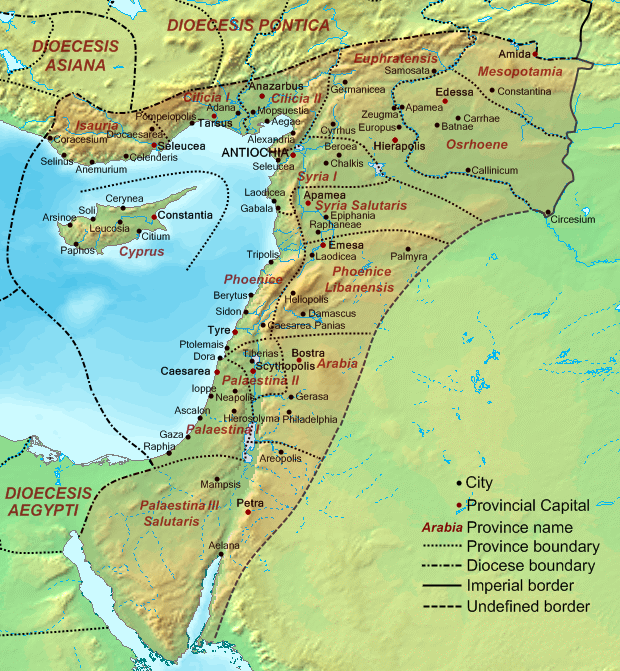
Провинции Ближнего Востока ок. 400 года.

После подавления восстания Бар-Кохбы в 135 году императором Адрианом (117—138) была образована провинция Сирия Палестинская, включавшая в себя территории к северу от пустыни Негев и к западу от реки Иордан. Образованная примерно в то же время провинция Аравия Петрейская включала Трансиордан, юг Сирии, Негев и Синайский полуостров. В дальнейшем административно-территориальное устройство Палестины постоянно уточнялось. В ходе административных реформ Диоклетиана, в целом направленных на разукрупнение провинций, провинции Аравия Петрейская были переданы значительные территории в Сирии. В качестве компенсации у неё были отняты и переданы Палестине земли к югу от реки Арнон, пустыня Негев и набатейские города Эйлат и Петра. Дата этого события неизвестна; наиболее ранним является датируемое 307 годом свидетельство церковного историка Евсевия Кесарийского, сообщившего о том, что медные шахты между Петрой и Мёртвым морем относятся к Палестине. Примерно тогда же Палестине был передан город Дор. В IV веке Палестина не была ареной крупных политических событий и о её административном устройстве в это время почти неизвестно. О том, кто управлял этим регионом в период между 353 и 382 годами известно только из писем известного оратора Либания. В результате хронологических и просопографических исследований его писем был сделан вывод, что в 357/358 году Палестина была разделена на две провинции — Палестину Прима со столицей в Кесарии Палестинской и Палестину Салютарис. Вопрос о столице Палестины Салютарис является спорным — в то время, как источники единогласно называют столицей провинции Петру, многие современные исследователи помещают столицу Третьей Палестины в Элузу.
В 409 году впервые упоминается разделение Палестины на три провинции. Палестина Третья была образована из прежней Палестины Салютарис. Галилея, Голаны, часть Декаполиса и Изреельская долина относились к новообразованной провинции Палестина Секунда со столицей в Скифополисе. Остальную часть Палестины (Иудея, Самария и побережье) оставили в Палестине Приме со столицей по-прежнему в Кесарии Палестинской. Провинциями управлял чиновник в ранге консуляра, пока в 536 году император Юстиниан I (527—565) не выделил губернатора Палестины Примы, присвоив ему ранг проконсула (анфипата) и не подчинил ему две остальные Палестины. Губернаторы обладали исполнительной, законодательной и финансовой властью в своих провинциях, как ранее прокураторы. Цель этих преобразований историками практически не анализировалась. Если исходить из предположения, что ожидаемым результатом было укрепление южной границы, то он в полной мере не был достигнут. Ни в гражданской, ни в военной сфере центральной власти не удалось добиться контроля над обстановкой в провинции. Важным фактором по прежнему оставалась возможность местных должностных лиц заключать союзы с приграничными аравийскими племенам.
На следующем уровне управления находились города с прилегающими территориями. Если в предшествующую эпоху Римская империя заботилась об основании городов в Палестине с целью эллинизации региона, то начиная с царствования Константина Великого целью стала христианизация. С этой целью Константин дал права города порту Газы, получившего в этом качестве название Маюма. Из населённого преимущественно иудеями Сепфориса были выделены два христианских предместья. Одновременно с этим в начале IV века происходит постепенная утрата городами остатков независимости от провинциальных администраций, прежде всего налоговой и юридической. Территории вне городов в IV веке подчинялись прокуратору, а тот, в свою очередь, губернатору. Причины, по которым создавались сельские администрации на Востоке, различны: нежелание иудейского населения селиться в городах, военные соображения, управление обширными территориями, находящимися в собственности императора.

### Военная организация и защита границы

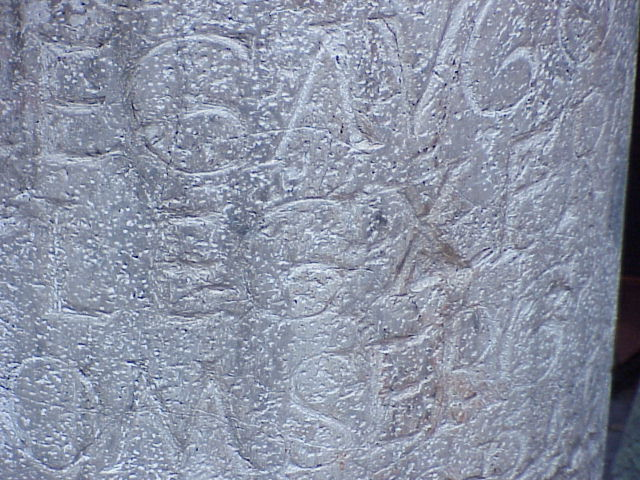
Надпись легиона X Fretensis в Иерусалиме.

Военное управление, в том числе в приграничной зоне лимеса, относилось к ведению дукса. Как правило, дукс занимал свой пост существенно дольше, чем губернатор, что давало ему бюрократическое преимущество. Квота на размещение в Палестине воинских соединений со времён Адриана составляла 2 легиона. Один из них, Legio X Fretensis, был дислоцирован в Элии Капитолине, Legio VI Ferrata имел квартиры в Капаркотне рядом с Мегиддо. При Диоклетиане или ранее Десятый легион был переведён в Эйлат, а Шестой переведён в Дамаск в середине III века. Неизвестно, был ли он возвращён обратно. В перечислении конца IV века «Notitia Dignitatum» легион не упоминается. В Элии Десятый легион был заменён отрядом маврской кавалерии.
При Диоклетиане была организована система приграничных укреплений в этой части империи (лимес, лат. limes palaestinae). Скорее всего, он был необходим для защиты от набегов арабских племён, достигавших пригородов Иерусалима. Численность размещённых в Палестине войск неизвестна и восстанавливается из общих соображений. Численность солдат в легионе в начале IV века составляла 1000—3000 человек. В дополнение к этому имелись вспомогательные войска (ауксилии), о которых известно из «Ономастикона» Евсевия Кесарийского и «Notitia Dignitatum»: в Элии Капитолине стояла маврская кавалерия, на полпути между Элией и Иерихоном находился форт когорты Cohors prima salutaris, а у реки Иордан лагерь когорты Cohors secunda Cretensis. К югу от Хеврона был форт кавалерийского подразделения Equites scutarii Illyricani. Кроме этого на лимесе от Средиземного моря до Мёртвого располагалось 5 военных лагерей, и далее к югу ещё приблизительно 10. Также под командование палестинского дукса находилось несколько крепостей в Набатейских горах к востоку от долины реки Иордан. Таким образом, крайне приблизительная оценка римских войск в Палестине в IV веке составляет 10 000 человек. О способе формирования войск в Палестине в этот период практически не известно. Приграничные войска (лимитаны) формировались, как и везде, из местных жителей. Вероятно, иногда евреи поступали на военную службу, но чаще они предпочитали заплатить специальный налог aurum tironicum и не подвергать себя опасности нарушения религиозных предписаний.
Граница Римской и Византийской империй на юге по отношению к населяющим этот регион арабским кочевникам (в греческой и латинской терминологии «сарацинам») не была границей в строгом смысле этого слова, препятствием для перемещения небольших групп или торговцев. Часть из них поступала на военную службу в качестве федератов.

### Патриархат и раввинат
Патриархат (от лат. patriarcha, ивр. נָשִׂיא‎, наси) является наиболее документированным еврейским институтом рассматриваемого периода. Этот титул носили предводители еврейского народа со II по начало V века. Несмотря на то, что свидетельства об этом институте содержатся в еврейских, христианских, языческих, правовых и эпиграфических документах, вопрос о его природе и объёме полномочий является предметом дискуссий. С традиционной точки зрения, восходящей к «Истории евреев» Г. Греца, патриарх являлся верховным лидером, главой иудейской общины в Палестине и в некоторой степени всей Римской империи. Авторитет патриарха признавали еврейские общины и римские власти, что позволяло ему выступать в роли посредника. Власть патриарха охватывала как духовную, так и светскую сферу. Он мог назначать и смещать местных еврейских руководителей, принимать правовые и ритуальные решения и собирать налоги в пользу своего аппарата. Этот аппарат включал в себя экспертов по иудейскому праву (раввинов), посланников в регионы Палестины и империи, а также личных телохранителей. Статус патриархов частично основывался на их притязаниях на происхождения от царя Давида. Это признавалось не всеми и существовала оппозиция со стороны раввинов. Основной проблемой данного направления историографии является объяснение этих взаимоотношений. Более новые исследования подходят существенно более критически к историческим свидетельствам и по-разному оценивают степень целостности и последовательности развития института патриархата. Некоторые историки, например М. Гудман вообще подвергают сомнению существование такого института власти. Однако такая точка зрения считается слишком радикальной, и большинством в настоящее время признаётся, что патриархат как институт существовал, хотя и претерпевал изменения. Предметом споров является также его учреждение. Большинство исследователей связывают возникновение патриархата с именем Иехуды ха-Наси (конец II — начало III веков), однако влияние и признание Римской империей его преемников спорно. Наиболее осторожные исследователи относят признание империей патриархата к 390-м годам, характеризуя его как «непродолжительный римский эксперимент». Соответственно этому имеются разные взгляды на соотношение патриархата и раввината. Согласно одному из них, различие не носило качественный характер и, по сути, патриархи представляли собой более агрессивно продвигавшую свои интересы династию раввинов, а изменения в положении института патриархата относились к индивидуальным особенностям того или иного патриарха — его учёности, богатству и репутации. Признание патриархата в конце IV века правительством было в таком подходе кульминацией усилий этой династии по установлению своего контроля над общинами Диаспоры. Согласно другому взгляду, патриархат качественно отличается от раввината. Если свойствами первого института является знатное происхождение и политическое влияние, то второго — учёность. После исчезновения патриархата в начале V века признаки признанного государством лидерства среди всех евреев Палестины не прослеживаются. В 415 году последний патриарх Гамлиель VI был смещён, и с тех пор нет никакой достоверной информации о лидерах еврейского народа в Палестине.
Другой властный институт еврейского населения Палестины — раввинат, тоже хорошо документирован, но, как и патриархат, вызывает споры среди историков. Спорным является уже понимание смысла слова «раввин» — являлось ли оно в рассматриваемый период уважительным титулом, или же применялось только к учителям Торы, как это происходит в настоящее время? В любом случае, под раввинами понимаются люди, которые создавали, обучали или передавали традицию, зафиксированную в литературе, известной как раввиническая. Политическая роль раввинов интерпретируется историками различно. Традиционный взгляд состоит в том, что раввины были руководящим классом сохранившейся после войны 66—70 годов части еврейского народа. При этом предполагается, что это значение с тех пор продолжается вплоть до настоящего времени. В III веке их власть несколько померкла в тени патриархов. В V—VI веках, имея резиденцией Тивериаду, они по прежнему рассматривались как лидеры еврейского народа. Более скептическая точка зрения современных историков исходит из того, что сведения о влиянии раввинов, получаемые из раввинической литературы, преувеличены. Более точный анализ, однако, позволяют сделать накопленные археологические и эпиграфические данные. Согласно им, во II веке в Палестине раввины не обладали институциональной властью и были самопровозглашённой элитой, достигая влияния путём личных качеств отдельного раввина. Они не обладали никакой общественной властью, даже в рамках синагоги. Подчинение им в религиозных или гражданских делах было исключительно добровольным. Возможно, это положение изменилось в конце II — начале III веков, когда раввины сконцентрировались в крупных городских центрах — Тивериаде, Сепфорисе, Кесарии и Лоде. Это увеличило их контакты с широкими массами еврейского населения, а также изменило взгляды самих раввинов на целесообразность контактов с низшими социальными слоями. При этом раввины стали более открыты к греко-римской цивилизации, стали участвовать в общественной жизни, стали получать авторитет как судьи и администраторы. Возможно, именно тогда стали появляться академии для подготовки раввинов. В результате такой «урбанизации» раввинов выросло их влияние на общество. Аналогичный процесс можно проследить и в патриархате, рост влияния которого при Иехуде ха-Наси совпал с переносом его резиденции из Бейт Шеарим в Сепфорис. После IV века раввиническая литература двух последующих веков византийской власти в Палестине не содержит имён отдельных учителей. Однако процесс изучения и передачи литературы, в частности Палестинского Талмуда, продолжался. Следы влияния раввинов в этот период историки обнаруживают в литургическом трактате Соферим, арамейском Таргуме и правовых текстах.
С упадком патриархата и раввината на лидирующие позиции вернули священники (коэны), утратившие значительную часть своего влияния после разрушения Второго Храма. О главных священниках в Тивериаде в V и VI веках известно из христианских источников, однако о роли священников в еврейском обществе и смогли ли они заменить власть патриархов, неизвестно. Возрастание влияния этой группы сопровождалось смещением центра общественной жизни из учебных заведений в синагоги.

## Населённые пункты

### Типизация

Города Палестины в Византийский период, по данным Safrai, 1994.

В Римской империи городом считалось поселение, получившее от императора статус полиса. Однако, если правовой смысл этого понятия хорошо известен, то характеристические особенности полиса, тем более в конкретных провинциях, являются предметом дискуссий. Суммируя результаты многочисленных исследований, израильский историк Зеев Сафрай приводит следующие признаки палестинского позднеантичного города:
- Значительное население, в основном от 8000 до 20 000 жителей[комм. 9];
- Наличие структур самоуправления;
- Контроль над прилегающими сельскими территориями;
- Наличие общественных сооружений (театр, стадион, гимнасий и т. п.), централизованного водоснабжения, канализации, городских стен, бань;
- Выраженная социальная стратификация;
- Значительная площадь (в среднем 200—300 дунамов, по сравнению со 100—120 дунамов для деревень);
- Более диверсифицированная, по сравнению с деревнями, экономика;
- Местный торговый и экономический центр;
- Относительно высокий уровень развития услуг;
- Эллинизированное население. Хотя этот фактор не являлся определяющим для античного города, фактически, в Палестине не было городов без преобладающего не-еврейского населения[52].

Как и во всей Римской империи, города составляли структурную основу провинций. Гражданская активность, функции управления, экономическая деятельность, культурная и интеллектуальная жизнь концентрировалась вокруг городов. В целом, в Римской империи города занимали главенствующее положение по сравнению с сельскими поселениями, и Палестина в этом отношении не отличалась от остальной империи. В правление Диоклетиана появилось множество небольших городов, из которых основными были построенный в начале его царствования в Изреельской долине Максимианополь, и Диоклетианополь в нескольких километрах от Ашкелона. Тогда же произошло возрождение ряда городов, утративших свой статус во II—III веках (Дор, Аполлония, Геба). Некоторые из новых городов появились в результате расселения ранее существовавших (Азотус Паралиус (лат. Azotus Paralius) близ Ашдода, развившаяся из порта Газы Маиума и другие). Уровень урбанизации Палестины в византийский период был чрезвычайно высок. По этому показателю Палестина Прима занимала второе место в империи после Памфилии, и Палестина Секунда отставала от неё не сильно. Основной характеристикой этого процесса было появление значительного количества городов, большинство из которых просуществовали очень недолго. Многие из этих городов появились на территории современного сектора Газа, что может быть объяснено положением региона на пересечении торговых путей из Аравии, Египта и Сирии, наличием крупного порта и высоким уровнем грунтовых вод, обеспечивающих хорошее водоснабжение.
Одной из причин создания городов в Палестине была поддержка той или иной этнической или религиозной общины. Новые города строились для не-еврейского и эллинизированного населения, а с IV века в том числе для защиты христиан, как в случае Маиумы. Центры расселения автохтонного населения (евреев, самаритян) отставали в росте от интенсивно растущих эллинистических городов. Учитывая, что города контролировали прилегающее преимущественно еврейское сельское население, отношения города и деревни приобретали этническое измерение. Согласно галахическим правилам, город отличался от деревни наличием 10 «праздношатающихся» батланим, то есть людей, не имеющих собственных занятий, и имеющих возможность ежедневно присутствовать на богослужениях. На основании анализа несколько более позднего труда по иудейскому праву Алахот гдолот Ш. Сафрай интерпретирует слово «батланим» как муниципальное учреждение, необходимое для функционирования города. Галаха накладывает и другие требования на город, фактически сводящиеся к разнообразным способам оценить численность населения в поселении. В большинстве случаев в еврейских городах было не менее 100 мужчин, что приводит к оценке в 80-100 нуклеарных семей, или 8-10 дунамов; в деревнях, соответственно, меньше. Важной характеристикой было наличие синагоги — наименьшее поселение, в котором она была, занимало площадь в 10 дунамов. При этом известно о наличии христианских храмов в деревнях и меньше 7 дунамов. Это связано с тем, что синагога, в отличие от храма, выполняла в том числе функции муниципального учреждения. Исследование развалин древних деревень позволило обнаружить в них некоторые коммунальные службы — бассейн для ритуального омовения (миква), общественные цистерны и водонапорные башни. Существовали деревенские дороги для доступа на поля и соединения с соседними деревнями. Школ, видимо, в деревнях не было. Например, дети из деревень в окрестности Кесарии учились в городе.

### Иерусалим
После восстания Бар-Кохбы 135 года евреям было запрещено входить в Иерусалим, теперь называвшийся Элия Капитолина. Эта мера была настолько действенной, что по свидетельству Евсевия Кесарийского в 310 году губернатор Фирмилиан даже не слышал о прежнем названии города. C торжеством христианства в Римской империи прежний запрет был возобновлён, а после освящения храма Гроба Господня в 335 году усилен. Согласно анонимному «Бордоскому путешественнику», в 333 году в пределах стены Сиона из семи ранее существовавших там синагог осталась только одна, а остальные «распаханы как поле» (Мих. 3:12); аналогичное наблюдение в 392 году сделал Епифаний Кипрский. Однако могло ли в условиях действовавшего запрета это единственное уцелевшее здание быть синагогой — не вполне понятно. Бордоский путешественник, а затем Евсевий в 335 году, подтверждают существование обычая, согласно которому евреям один раз в год на Девятое ава разрешалось входить в город и оплакивать разрушение Второго Храма. Однако насколько в действительности соблюдался запрет — неизвестно, так как в различных раввинических текстах есть упоминания о возобновлении еврейских паломничеств в Иерусалим в IV веке.
Масштаб разрушений города после событий 70 года, вероятно, был меньше, чем описывает Иосиф Флавий, по крайней мере, развалины Второго Храма позволяли укрыться в них защитникам города во время осады 614 года, когда и было довершено разрушение. Это также подтверждают археологические данные — остатки храма времён Ирода Великого находят выше византийских слоёв, а материалы из ворот Хульды использовались для строительства ранних сооружений раннего исламского периода. Римские развалины Элии Капитолины в основном представлены сооружениями, имевшими отношение к расквартированным здесь легионам. X легион покинул город в конце III века, но его лагерь на месте нынешнего Еврейского квартала Иерусалима был заселён только после 324 года. В целом, до превращения христианства в официальную религию Римской империи Иерусалим был довольно незначительным провинциальным городом.

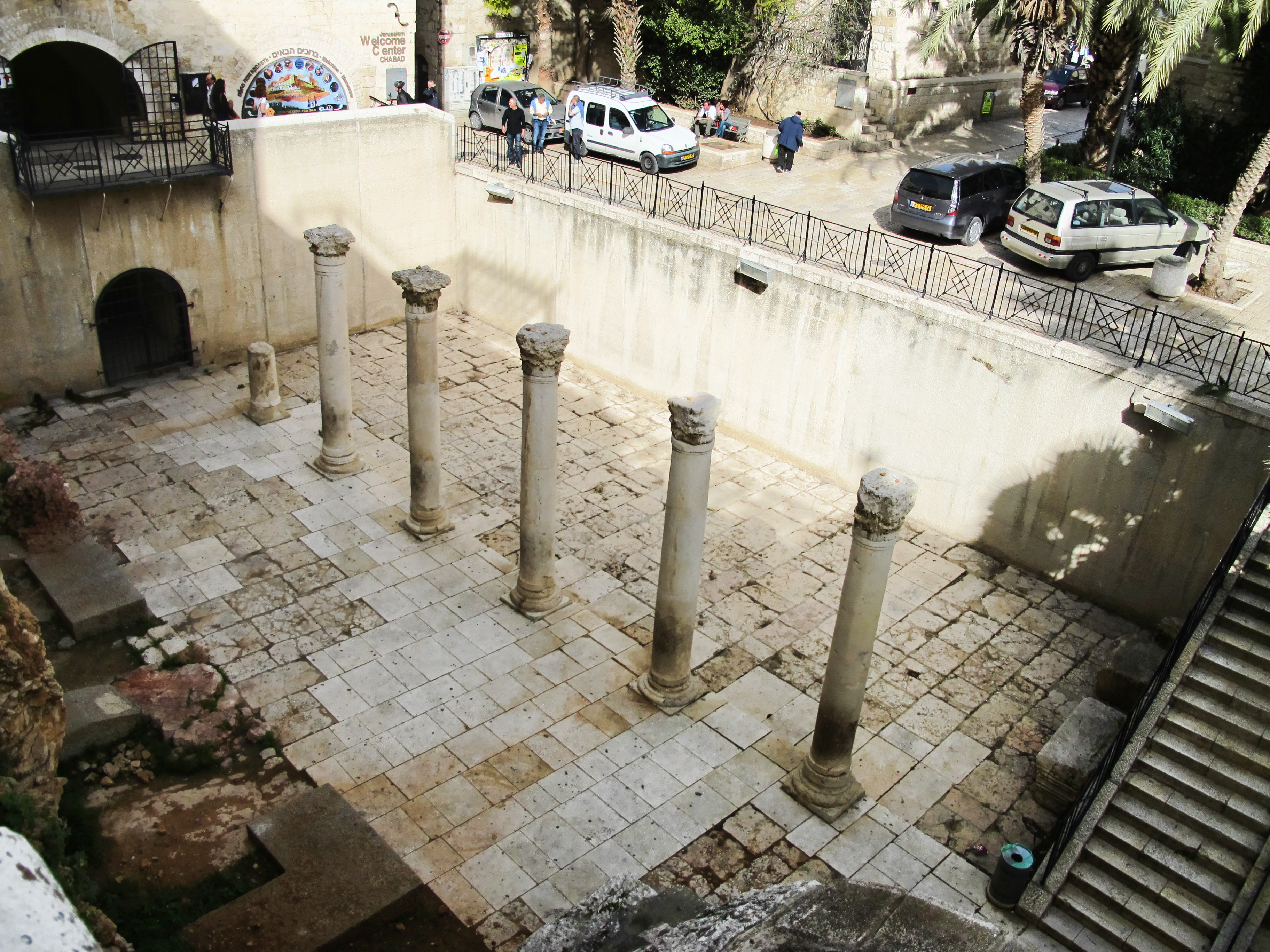
В результате раскопок Н. Авигада в 1976—1981 годах было открыто примерно 200 метров Кардо, главной улицы Иерусалима.

Поскольку большинство сохранившихся источников о жизни Иерусалима в рассматриваемый период имеют клерикальное происхождение, византийский Иерусалим предстаёт преимущественно как центр христианской религии. Начальный период становления Иерусалима в этом качестве зафиксирован в описании Бордоского путешественника. Среди городских достопримечательностей он указывает Храмовую гору и несколько мест в её окрестности: Силоамская купель, преторий Понтия Пилата и Вифезда. Путешественник посетил и описал недавно открытый Гроб Господень и Голгофу, где императором Константином была построена прекрасная базилика. Эта базилика была частью большого комплекса, торжественное освящение которого состоялось в 335 году. Помимо Храма Гроба Господня в него входили собственно Гроб Господень, над которым была возведена огромная ротонда Анастасис, Голгофу и внутренний атриум. Эти храмы, наряду с построенными тогда же в базиликой Рождества Христова в Вифлееме и храмом в Мамре, стали первыми христианскими храмами Палестины. Их появление стало важнейшим фактором христианизации провинции. Вслед за этим Константин начал масштабное церковное строительство по всей Палестине в местах, упоминаемых в Библии или связанных с жизнью Христа и его апостолов. Строительная активность в Иерусалиме возросла в V веке, во второй половине которого епископ города получил титул патриарха. Среди важнейших церковных построек, появившихся в конце IV — начала V веков — Храм Вознесения на Елеонской горе и церковь в Гефсиманском саду. Весь район Елеонской горы от Вифагии и Вифании на востоке до Иосафатовой долины на западе был занят церквями и монастырями. Основанные в конце IV века монастыри на Елеонской горе стали основным местом поселения паломников с латинского запада. Гора Сион, входившая в состав древнего Иерусалима, осталась за пределами стен Элии Капитолины и попала вновь в черту города в середине V века после постройки императрицей Евдокией южной стены. При императоре Юстиниане I Иерусалим достиг вершины своего великолепия. В это царствование было построено крупнейшее сооружение города — Новая церковь (Неа Экклесиа), освящённая в 543 году. Одновременно с этим развивались благотворительные учреждения — гостиницы для паломников, приюты для стариков. Они основывались и поддерживались патриархом Иерусалимским и отдельными монастырями. Часть из паломников оставались жить в городе, благодаря чему среди жителей стало много чужеземцев: сирийцев, армян, малоазийских греков и других. Как и многие другие города в V—VI веках Иерусалим достиг зенита своего процветания, о чём свидетельствуют его построенные в это время новые стены. В 614 году Иерусалим был завоёван государством Сасанидов, в результате чего город был сильно разрушен, а тысячи христиан были убиты. После возвращения города в состав Византии в 628 году император Ираклий I предпринял некоторые усилия по восстановлению города, но уже 10 лет спустя Иерусалим был захвачен войсками Арабского халифата.
Археологические исследования византийского Иерусалима длительное время производились случайным образом в связи с постройкой новых церквей на месте древних сооружений. С конца XIX века внимание исследователей привлекли остатки городских стен и жилые кварталы к северу и к югу от Старого города. В 1867—1870 британский военный и археолог Ч. Уоррен произвёл раскопки 240 метрового участка стены византийского периода, известной как стена Офеля; раскопки К. Кеньон 1967 года подтвердили её византийскую датировку. Византийские участки стен обнаруживались и в других частях города. Серия раскопок жилых помещений в северной части города Давида и южной части Тиропоеона выявили там интенсивное строительство в конце византийского периода. Раскопки Б. Мазара в Офеле и в юго-восточной части Храмовой горы (1968—1978) позволили выявить развитие византийской застройки на протяжении нескольких веков. Важные находки, которые были сделаны на юго-западном холме Иерусалима, позволили реконструировать жизнь «квартала горы Сион». Были обнаружены следы Кардо и Неа Экклесиа, участки стен, мозаичные полы (Н. Авигад, 1969—1982).

### Газа и её окрестности

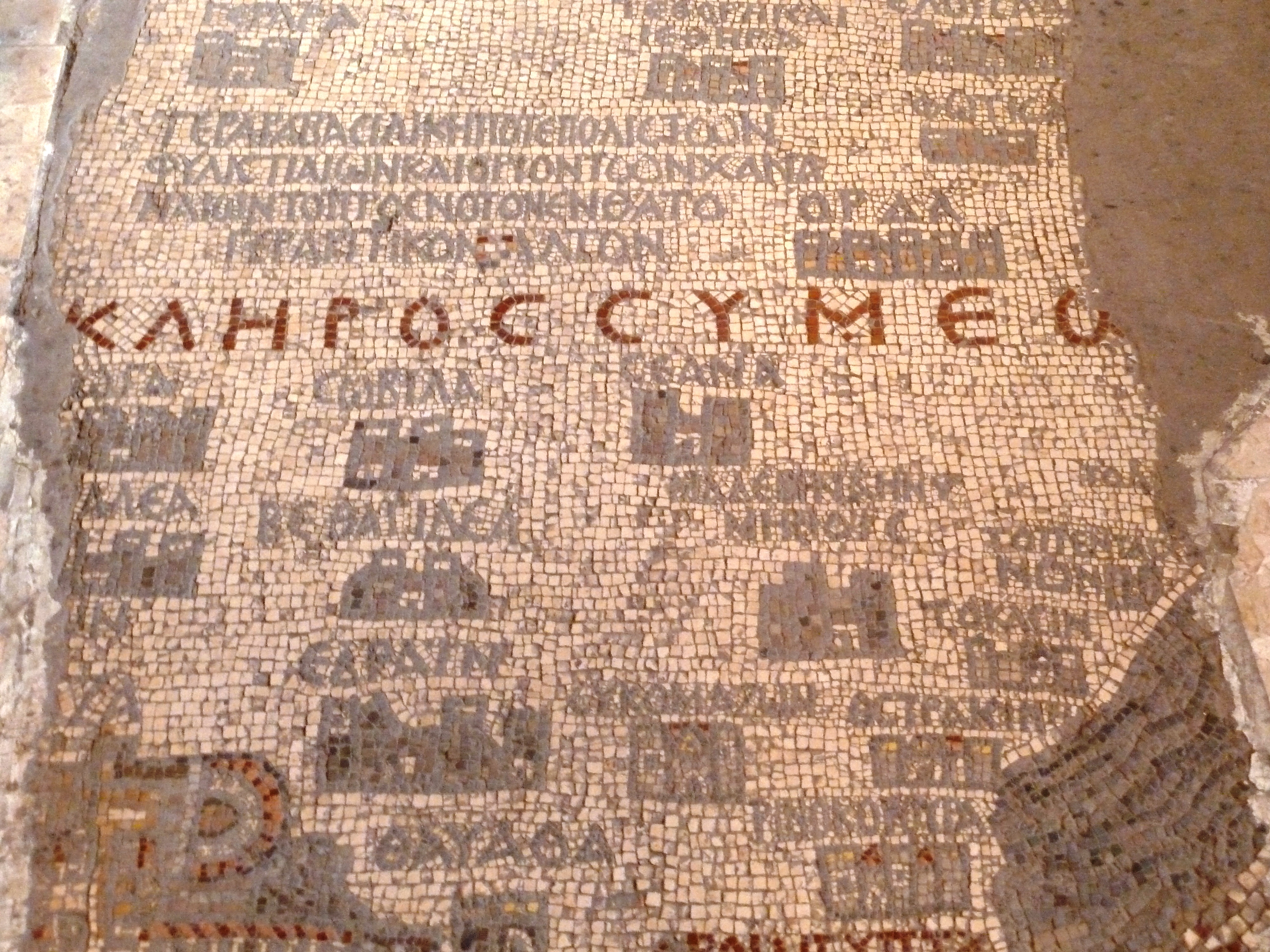
Фрагмент мозаичной карты из Мадабы с городом Газа (в левом нижнем углу).

В IV — начале VII веках Газа (греч. Γάζα) являлась одним из крупнейших экономических и культурных центров сиро-палестинского региона. Город был известен благодаря развитому ремеслу (производство амфор, предметов искусства и др.). Благодаря своей школе риторики Газа играла важную роль в интеллектуальной жизни восточных провинций Византии. Вследствие этого византийский период в истории Газы хорошо изучен. Территория, на которой доминировала Газа, была обширна, однако по источникам она хорошо устанавливается на севере и юго-западе. На севере муниципальные границы достигали Ашкелона, включая Диоклетианополь и Анфедон. На юге территория Газы включала разрушенный при Александре Македонском Бет-Аглайм, место рождения святого Илариона Фавафу и деревню Бет-Даллафу, где находился монастырь Исайи Египетского. К юго-западу находилась Рафия — важный город начиная с эллинистического периода, не утративший своего значения и в римский период, и потому, видимо, полагавший значительной территорией. В V веке этот город стал епископальным центром. Восточнее района Дейр-эль-Бала (15 км юго-западнее Газы) находился мелкий торговый городок Сикомазон, также в V веке ставший резиденцией епископа. Ещё один епископальный центр находился на территории Газы в Маиуме. Относительно восточной границы Газы в письменных источниках есть только указание римского периода, согласно которому на востоке Газа граничила с Идумеей. Восточную границу определяют на основании археологических и эпиграфических данных, а также путём сопоставления с мозаичной картой VI века из Мадабы. Вероятно, на юго-востоке территория Газы доходила до города Киссуфима, расположенного на западном берега Бесора в 2 км от Герара. В Киссуфиме археологами была открыта церковь с многочисленными надписями и мозаиками. Примерно в этом же районе находились два крупных императорских поместья, Saltus Gerariticus и Saltus Constantinianus. Согласно исследованиям немецкого библеиста Альбрехта Альта, в византийский период древний библейский город Герар прекратил своё существование. Известный по имени участник Халкидонского собора (451) епископ Маркиан Герарский, а также упомянутый церковным историком Созоменом монастырь «у Герара в долине» получили, вероятно, своё имя от императорского поместья. Поскольку этот епископский титул позднее не упоминается, Альт предположил, что упоминаемый в VI веке епископ Стефан Ордонский (греч. Στέφανος ἐπίσκοπος Όρδων) был епископом в Saltus Gerariticus. Город Орда изображён на карте из Мадабы наряду с другими городами Негева. Его положение отмечено пятью башнями и двумя воротами, что указывает на значительность этого места, тогда как сам Герар показан маленьким знаком к северу от Орды и западу от Беэр-Шевы.
Район Герара, Гераритика, упоминается также в Ономастиконе церковного историка IV века Евсевия Кесарийского. Согласно Евсевию, эта область находилась в 25 милях от Елевферополя и включала Беэр-Шеву. После раздела провинций в 357 году большая часть Гераритики, то есть Saltus Gerariticus, осталась в составе Палестины Примы, а Беэр-Шева отошла к Палестине Салютарис. Центром Saltus Gerariticus был форт Вирсама (лат. Birsama), известный как центр епископства и место дислокации кавалерийского подразделения Equites Thamudeni Illiriciani. Другое императорское поместье, Saltus Constantinianus, упоминает византийский географ VII века Георгий Кипрский. Исследователи предполагают различные причины его учреждения Константином Великим: либо так же, как и в случае Маиумы для отделения христианского населения Газы от языческого, либо для поселения крещёных святым Иларионом арабов, либо же обеими этими целями.
В византийский период здесь проходили две важные дороги: одна вела из Газы в Беэр-Шеву, другая из Газы в Элузу. В Элузе дорога разделялась. На юго-восток дорога шла вдоль долины реки Бесор в Авдат как часть набатейского Пути благовоний. Другое ответвление шло на юго-запад через Реховот Негевский и Нессану на Синай. По этой дороге паломники из Иерусалима шли к монастырю Святой Екатерины. В 560 году вместе со своими спутниками здесь прошёл пилигрим, известный как Антоний из Пьяченцы, оставивший заметки о своём путешествии. Из его рассказа известно о том гостеприимстве, с которым его встретили жители Газы. Также сведения Антония позволяют установить, что в то время климат в западном Негеве был более влажным, чем сейчас, и этот регион был богатым и плодородным.

### Местечки, деревни и поместья

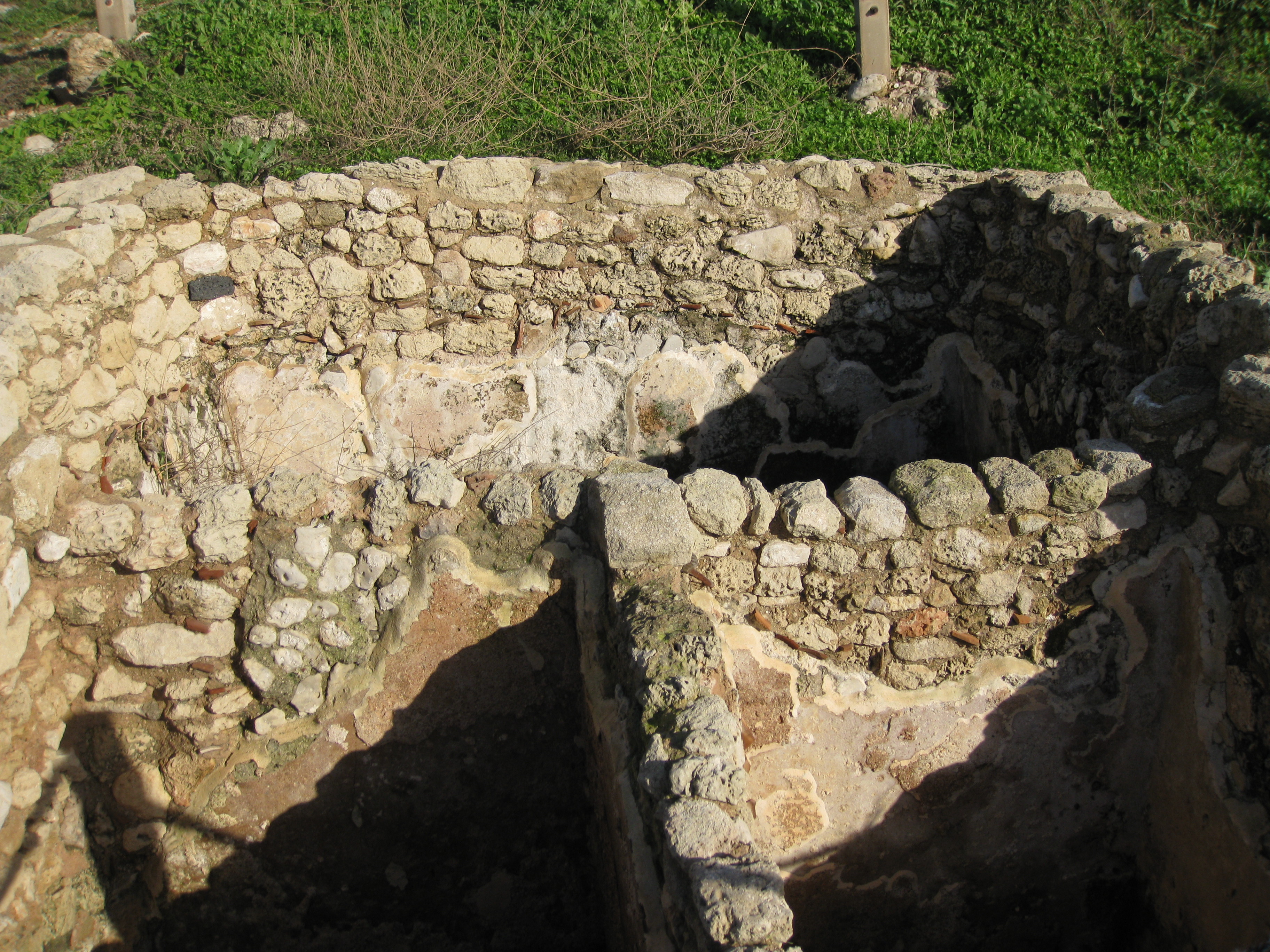
Византийский резервуар для воды в Арсуфе.

Большинство из небольших палестинских городов (городков, местечек, англ. town) Византии (ивр. 'yr, мн. 'yyrot‎) были основаны в более ранний период. Обычно они располагались в наиболее важных местах, предоставляющих естественную защиту — на вершинах холмов или крутых склонах, однако в византийский период начался процесс распространения городов в долины. До включения Палестины в Римскую империю города должны были сами заботиться о своей защите от внешних вторжений, что изменилось в римский период. Группы бандитов представляли некоторую опасность, но они не были очень сильны. В результате этих процессов города стали располагаться ближе к обрабатываемым участкам плодородной земли. До восстания Бар-Кохбы все местечки были еврейскими, и города со смешанным населением встречались только на периферии провинции. Позднее во многих городах поселились не-евреи, что было отражено в талмудической литературе. Единого мнения о том, было ли население палестинских деревень смешанным или однородным в национальном отношении нет. Основываясь на сопоставлении археологических данных и описаний Евсевия Кесарийского, израильский историк Б. Исаак выдвинул теорию о смешанном населении деревень в первой половине IV века. В дальнейшем появилась тенденция к религиозному размежеванию, и уже в 370-х годах Епифаний Кипрский утверждал (возможно в полемическом преувеличении), что крупнейшие поселения Галилеи полностью еврейские. За редкими исключениями в деревне была либо церковь, либо синагога. Исключениями были либо очень крупные поселения, как расположенный в центре еврейской Галилеи Капернаум, являвшийся одновременно местом христианских паломничеств. Количество населения городов сильно варьировалось. По сведениям Иосифа Флавия (I век) каждая деревня в Галилее насчитывала не менее 15 000 жителей. Вавилонский Талмуд характеризует населённость города по числу воинов, которых он был способен выставить — 1500 человек крупный, 500 мелкий. Археологические данные позволяют установить число жилых помещений — 1000 в крупнейшем из исследованных городов и 300 в городе среднего размера. При этом города в Галилее в среднем на 25 % крупнее, чем в остальной Палестине. На основании имеющихся археологических данных установлено, что типичная структура жилых кварталов образовывалась жилыми помещениями вокруг внутренних дворов. Обычно у одного двора было примерно 3-6 жилых комнат, занимаемых одной семьёй, и несколько вспомогательных помещений. Между дворами были проходы и дорожки шириной 2-4 метра. Целенаправленной планировки в еврейских городах не было.
В римский период еврейскому населению была предоставлена некоторая автономия, что было связано с одной стороны с нежеланием центральной власти регулировать аспекты повседневной жизни евреев и, с другой стороны, отношением к иудаизму как к разрешённой религии. Город управлялся семью старейшинами, однако неизвестно точно, каким образом они выбирались. Помимо выборных должностей были различные чиновники, например «распространители благ» (ивр. parnase tzedakah‎) или «глава синагоги», в некоторых случаях исполнявший обязанности градоначальника. Городская община имела в своей основе принцип равного распределения долей в городской собственности, даже если практически эту долю нельзя было определить. Город имел право принуждения, основанное на обычае и галахе. В целом, полис и «местечко» являлись совершенно различными типами поселений. различаясь по размеру, уровню экономического развития, архитектуре, этническому составу и степени эллинизации. По сравнению с периодом Второго Храма (348 год до н. э. — 70 н. э.), когда обозначение населённого пункта как полиса зависело только от желания его жителей, и могло применяться даже к мелким городкам, в римский период это различие стало носить более формальный характер. Как и по всей империи, это разделение не было строгим. Так, в административном перечне из географического трактата «Синекдем» Иерокла (VI век) и по данным Георгия Кипрского, Антипатрида являлась полисом, однако археологические исследования не подтверждают там наличия крупного поселения в византийский период. Аналогичное положение было в Доре, пришедшем в упадок в III веке и даже после реставрации в VI веке едва ли заслуживающего звания города. Тем не менее, учитывая меньшую, чем в среднем по империи степень проникновения римской культуры, чем в остальных частях империи, граница между полисами и «местечками» являлась хорошо выраженной.

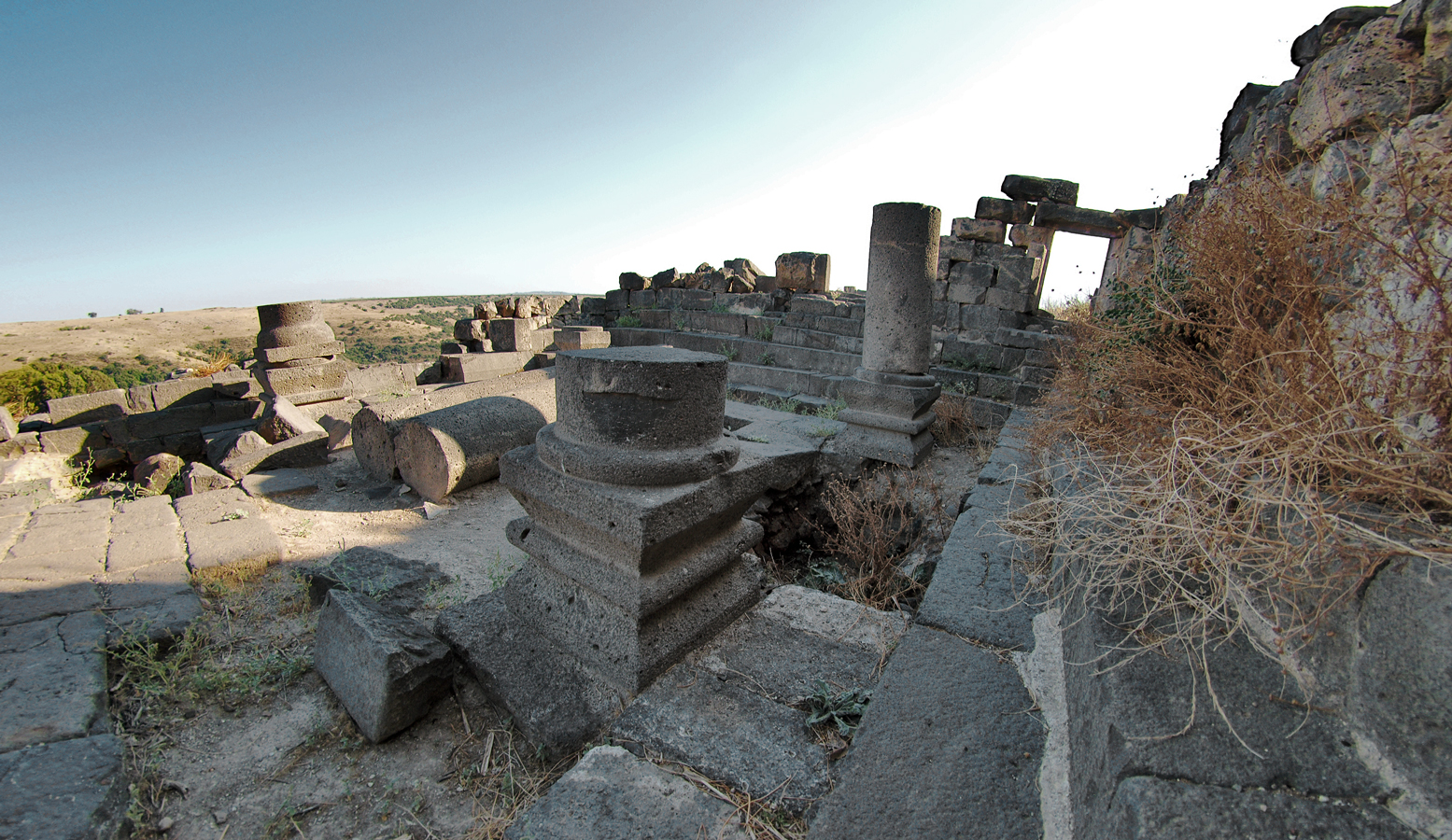
Развалины синагоги в Дир-Азизе, Голанские высоты, первая половина VI века.

Деревни могли быть зависимы от города и с точки иудейского права поскольку, например, в деревне мог не собраться миньян для чтения Мегилы на Пурим, и тогда в какой-то из рыночных дней для деревенских жителей организовывались специальные чтения. Деревни могли быть связаны между собой по принципу расширенной семьи, когда дочерняя деревня сохраняла с материнской общность общественных институтов и экономической деятельности; эти связи устанавливаются гипотетически на основании анализа дорожной сети. Распространение дочерних деревень имело различные причины, экономические, демографические, оборонительные. Наиболее существенной из них был значительный рост населения — в настоящее время считается установленным, что пик населённости Палестины пришёлся на римско-византийский период. Экономическая зависимость деревень от городов была связана с необходимостью сбыта сельскохозяйственной продукции, что происходило в торговые дни на центральной площади города, в период Второго Храма это были понедельник и четверг. С точки зрения римского и византийского налогообложения, селянам следовало уплачивать налоги в соответствующих городах. О жизни в деревнях известно из талмудической литературы, рисующей её как простую и бедную.
Римские поместья (лат. villa), в отличие от Запада, где они были основным типом поселения, в Палестине были распространены существенно меньше. Поместья на Западе империи хорошо изучены. Обычно владельцем поместья был состоятельный человек, проживающий большую часть времени в полисе. Часто в его собственности находилось много земли, распределённой между несколькими поместьями. Классическое поместье было самодостаточным, производя множество видов сельскохозяйственной продукции. При этом у него могла быть специализация на каком то виде продукции — винограде, оливках, каком-то виде мяса и т. д. Поместье являлось местом жительства обрабатывающих рабов или наёмных работников, за которыми надзирал эпитропос (греч. επιτροπος). Наконец, поместье использовалось в качестве склада готовой продукции и места выполнения различных работ. Поместья в Палестине выполняли важную роль, позволяя осуществлять обработку больших территорий и вводить сельскохозяйственные инновации. Многие поместья имели акведуки, эффективную систему орошения, собственные мосты и дороги, а также другие сооружения, призванные повысить производительность труда. Примерами усадеб такого рода являются императорские поместья в Иерихоне и Эйн-Геди. Особым типом позднеантичного поместья был проастий. Проастии служили пригородной резиденцией богатых горожан и не имели развитых сельскохозяйственных служб. В Палестине такой тип поместья обнаружен в Бейт-Гуврине и Бейт-Шеане.
В византийской Палестине владельцами поместий были в основном богатые не-евреи, получившие свои владения от императора в награду за службу. Археологических данных об этом типе землевладения в настоящее время имеется немного, но из литературных источников он хорошо известен. Талмудическая традиция в период таннаев упоминает многочисленных богатых землевладельцев еврейского происхождения.

## Экономика

### Христианская деятельность

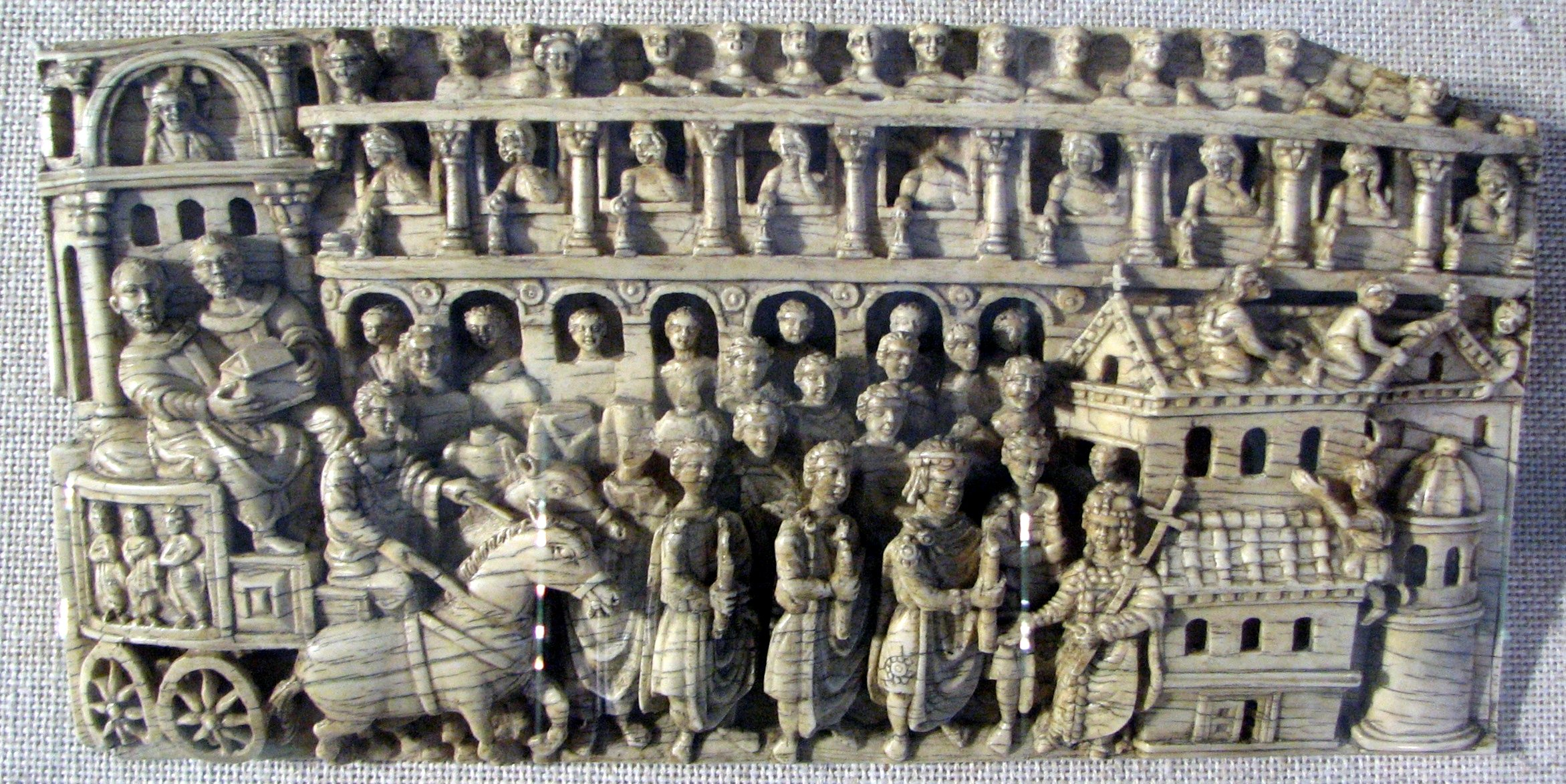
Встреча реликвий в Константинополе. Исследователями предлагаются различные идентификации — от встречи мощей Иосифа и Захарии в 415 году, до возвращения Животворящего Креста императором Ираклием в 630 году.

Анализируя в 1958 году причины процветания Палестины в византийский период, М. Ави-Йона указал на относительную спокойность этого периода, развитие торговых путей через Эйлат, однако наиболее существенной причиной по его мнению был обусловленный сакральной значимостью Палестины приток капитала в регион, ставший начиная с царствования Константина Великого. Несколько десятилетий эта точка зрения была достаточно популярна, но в свете многочисленных археологических данных появились основания полагать, что массовое религиозное строительство в византийский период было не причиной, а следствием экономического развития региона, вызванного благоприятными для него политическими обстоятельствами. Тем не менее, исследователи продолжают отмечать экономическую значимость связанных с христианством экономических процессов. Согласно Ави-Йоне, можно ввести следующую периодизацию истории притока капитала в византийскую Палестину: государственные вложения при Константине Великом и его преемниках, частные вложения до смерти императрицы Евдокии в 460 году и, после периода застоя, возобновление государственных инвестиций при Юстиниане I. Для первого периода неизвестно точного значения в денежном выражении, источники сообщают только о движении дорогостоящих материалов, что не давало особенной выгоды для экономики: серебряные капители в ротонде храма Гроба Господня, украшенные золотом и драгоценными камнями двери, драгоценная религиозная утварь и одежда, подаренные при сыновьях Константина, изъятый из языческих храмов мрамор. Для строительства привлекались строители и художники из других провинций, многие из которых потом оставались в Иерусалиме. Длительное время специалисты по изготовлению мозаичных полов приезжали из Сирии, затем в Палестине появились свои мозаичные школы в Газе и Мадабе. Неизвестно, каким образом эта деятельность оплачивалась, возможно, из налогов, собираемых по всему диоцезу Востока. Житие Порфирия Газского Марка Диакона приводит величину средств из доходов Палестины, потраченных императрицей Евдоксией на строительство церкви в Газе — 200 фунтов золота или 14 400 номисм. Хотя в таких случаях нет чистого притока капитала, можно судить о порядке вовлечённых в эти процессы сумм. К строительству привлекались и местные жители-добровольцы со своими инструментами, а также армия. В результате строительство занимало длительное время — например, церковь в Газе возводили пять лет, а храм Гроба Господня более десяти. В V веке пожертвования частных лиц, видимо, превышали императорские. Известны имена многих благочестивых женщин, пожертвовавших своё состояние на строительство храмов и монастырей в Палестине, среди них особенно известны впоследствии канонизированные Мелания Старшая и Павла Римская. В основном этот приток средств обеспечивался политической нестабильностью в Западной Римской империи и угрозой вторжения варваров. Также в Палестине искали укрытия родственники покойных императоров Византии. Из источников (преимущественно агиографических) видно, что размер пожертвования мог быть чрезвычайно различным — от 200 золотых момент, пожертвованных анонимным дарителем святому Савве на устройство богадельни, до 15 000 золотых Мелании Младшей. Из всех жертвователей в Иерусалиме самой щедрой была разведённая супруга императора Феодосия II Евдокия, благодаря которой храм Гроба Господня получил медный крест весом в 6000 фунтов, в городе были построены церкви и даже стены. Общая сумма потраченных ею в Иерусалиме средств составляла 20 480 фунтов золота или примерно 15 000 000 золотых. По замечанию Г. Штембергера, хотя эта деятельность имела большое значение для Палестины в целом, она оказывала незначительное влияние на еврейское население.
В сем году благочестивый царь Феодосий, подражая блаженной Пульхерии, отправил много денег к Иерусалимскому епископу, для раздачи нуждающимся и устроения золотого креста с дорогими каменьями, который надлежало воздвигнуть на лобном месте. Архиепископ в виде ответного дара послал царю, чрез святого отца Пассариона, правую руку первомученика Стефана. Когда он прибыл в Халкидон, то блаженная Пульхерия в ту же ночь видела св. Стефана, который говорил к ней: «Вот молитва твоя услышана и прошение твое исполнено, и я уже в Халкидоне». Пробудившись, она взяла брата своего и вышла на сретенье святых мощей, которые отнесши во дворец, воздвигла великолепный храм святому первомученику и положила в нем святые его мощи.
Тесно связанным с церковным строительством источником дохода Палестины и её жителей были паломники. Их число постоянно росло начиная с IV века — хотя точной статистики нет, об этом можно судить по числу известных путевых заметок, оставленных паломниками. Количество денег, потраченных путешественниками различалось очень существенно: если Бордоский путешественник скромно путешествовал один, то некую даму Этерию (лат. Aetheria) из Галлии сопровождала многочисленная свита. Паломники тратили деньги не только на себя, но и давали работу проводникам (включая евреев и самаритян), пользовались услугами гостиниц. Паломники часто болели, в результате чего прибегали к помощи местных благотворительных учреждений. Ещё одним видом христианского предпринимательства была торговля реликвиями, приносившая хорошую прибыль нашедшему её и местной церкви. В конце IV — начале V веков было обретено большое количество ветхозаветных и новозаветных реликвий — Иосифа в 395 году, Самуила в 406, Захарии и Аввакума в 412, святого Стефана в 415 году. Крупным коллекционером реликвий была императрица Евдокия. Пользовалась спросом почва и прочие сувениры из Святой Земли. Наконец, хороший доход приносило переписывание Священного Писания, чем славилась Кесария.
Согласно М. Ави-Йоне, вызванный описанными причинами приток средств имел и негативное влияние на экономику Палестины. Деньги направлялись преимущественно в не представляющие экономической ценности сооружения, а занятость при их строительстве носила сезонный характер; распределение денег и пищи среди бедных поощряло тунеядство, в результате чего в Палестину и особенно в Иерусалим стекались монахи и нищие со всего света; средства концентрировались в руках у экономически неактивного духовенства; политические эмигранты могли покинуть регион вместе со своими средствами при ближайшей благоприятной возможности. С другой стороны интенсивное строительство на протяжении столетий практически полностью ликвидировало безработицу, приток населения стимулировал спрос, инвестиции направлялись в том числе и на общественно полезные нужды. Всё это привело к быстрому росту экономики, и столь же быстрому спаду после императрицы Евдокии.

### Сельское хозяйство
Несмотря на развитость городов, сельское хозяйство было основой экономики Палестины. Условия для его ведения со временем менялись, модели климатических изменений в античной Палестине в начале XX века впервые исследовал американский географ Э. Хантингтон (Palestine and Its Transformation, 1911). Длившаяся с середины III века до начала IV века засуха сменилась более прохладным и дождливым периодом. Нередко происходили засухи и нашествия саранчи, вызывая голод. В результате демографических изменений III века мелкие сельскохозяйственные собственники исчезали, либо перебираясь в города, либо продавая свою землю за долги крупным землевладельцам. В тех случаях, когда земледельцы оставались на прежних местах сельскохозяйственная деятельность происходила примерно по-прежнему, но много земли оставалось в запустении, порождая известное по всей Римской империи явление лат. agri deserti («заброшенные поля»). Незаинтересованность арендаторов и разделение собственности крупных землевладельцев на мелкие участки затрудняло введение прогрессивных методов обрабатывания земли. По мнению автора ряда исследований по экономике римской и византийской Палестины Д. Спербера, между 300 и 350 годами мелкие семейные хозяйства практически полностью исчезли в Палестине. В результате улучшения климата в IV веке начали происходить значительные изменения в сельском хозяйстве.

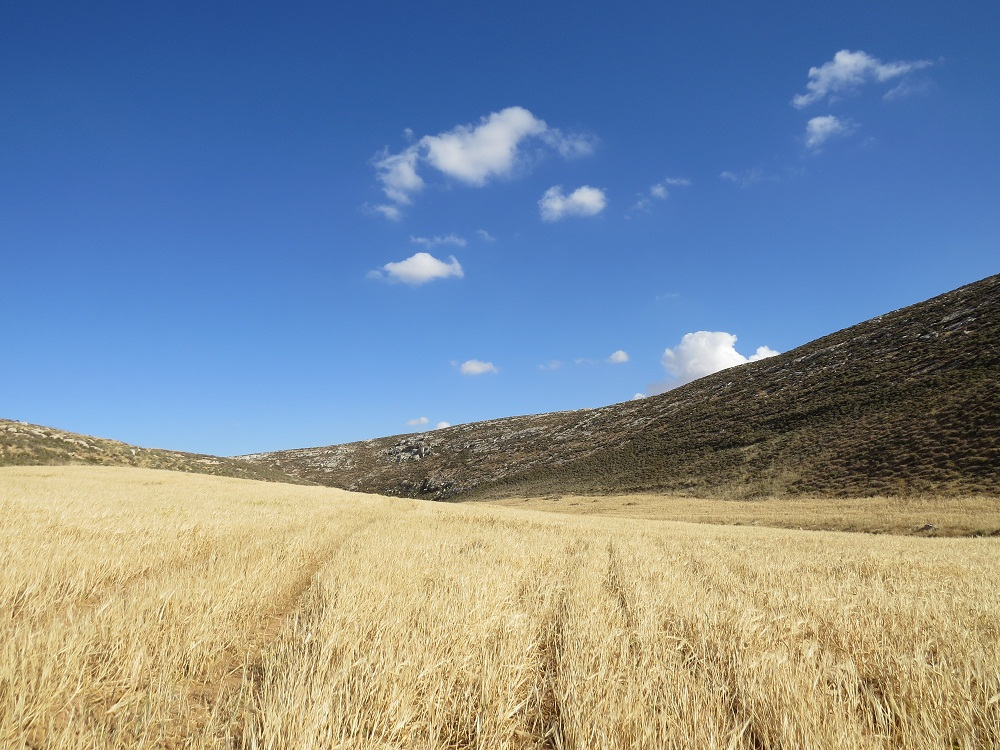
Поле пшеницы в Палестине.

Талмудическая литература упоминает свыше 500 видов сельскохозяйственной продукции, включая примерно 150 идентифицированных видов пропашных культур, 8 видов зерновых, 20 видов бобовых, 24 вида овощей, 30 видов фруктов и 20 видов специй. Основными из них были пшеница, оливки и виноград. В периоды голода, случавшегося каждые 2-4 года, и субботние годы (то есть раз в 7 лет) пшеница импортировалась в Палестину из Египта. Многочисленные источники содержат информацию о внутрипалестинском производстве и торговле пшеницей. Крупный рынок по её продаже, действовавший круглый год, был в Сепфорисе. Прочие зерновые (овёс, полба, рожь) не имели большого значения. Рис впервые упоминается в Палестине в начале II века и вначале вызвал затруднение у мудрецов, пытавшихся определить его кошерность. Рис был широко распространён и использовался для производства хлеба. Оливки выращивались преимущественно для производства масла, которое употребляли в пищу вместе с хлебом. Небольшие количества использовались для готовки, совсем мало масла шло на освещение, поскольку люди ложились спать рано. Исходя из археологических данных о количестве прессов и числа жителей деревень, среднее потребление оливкового масла в Палестине оценивается в 11.4 литра на человека в год. По сравнению с пшеницей и оливками, производство винограда приносило наибольшую прибыль, в связи с этим его выращивали почти все крестьяне. Однако эффективность этого вида деятельности ограничивали чувствительность винограда к типу почвы и относительная малозначимость в рационе жителей Палестины. Один дунам (1000 м²) виноградников давал примерно 360 литров вина в год. Потребление вина в субботний год, когда всё потребление возрастало, на человека оценивается в 38—47 литров или 300—357 литров на нуклеарную семью. При этом, например, женщины из низших классов не употребляли его вообще. Производство вина и масла часто упоминается в раввинической литературе. Из неё можно узнать, что основным регионом производства масла считалась Галилея, а вина — Иудея, в особенности регион Лода. Важное значение имел инжир, употреблявшийся в пищу в сушёном и прессованном виде. По подсчётам З. Сафрая, 1.2 дунама было достаточно для обеспечения одной семьи этим продуктом. Его выращивание и сбор требовали большого количества ручного труда, поэтому обычное хозяйство имело только несколько фиговых деревьев. По сообщению Плиния Старшего, палестинские фиги экспортировались в Рим. В пустынных регионах и в долине реки Иордан важной культурой были финики. Высокие качества палестинских фиников, в особенности из окрестностей Иерихона, отмечались путешественниками. Обычным компонентом стола палестинца были блюда из бобовых, в частности каши. Чечевицу состоятельные люди употребляли в пищу гораздо реже, чем бедняки. Согласно Пеа, одному человеку в день требовалось ½ каба бобов.
Специи были довольно дороги, из них наиболее важной был перец. Эту пряность, характерную для тропического климата, было трудно выращивать в Палестине, и это достижение было предметом особой гордости. Палестина была единственным местом в Римской империи, где производились благовония бальзам и мирра. Оба этих вида благовоний добывались из тропических растений, которые произрастали в долине реки Иордан и в окрестности Мёртвого моря. О выращивании бальзама в Палестине известно со времён Александра Македонского, но после I века упоминания о нём редки. Причины этого упадка неизвестны, поскольку археологические данные не отмечают упадка сельского хозяйства в районе его произрастания.
Сельскохозяйственное и промышленное значение имело выращивание льна, распространившегося в Палестине после восстания Бар-Кохбы. К 175 году, когда провинцию посетил географ Павсаний, палестинский лён завоевал известность по всей империи. Центром льноводства была Галилея (города Скифополис, Тивериада и Арбел), тогда как производство шерсти было более развито в Иудее. Считалось, что лён истощает почву, и его выращивали только раз в 4 или 6 лет. В связи с этим лён было выращивать выгоднее, чем любое зерно. Согласно Эдикту о ценах Диоклетиана, цена 1 модия пшеницы (6.4 кг) стоил 100 денариев, при сборе с 1 дунама в 100—150 килограммов, это давало доход до 2500 денариев. Даже не учитывая стоимость льняного очёса, которая неизвестна, прибыль с 500 килограммов льна, которые можно было получить с 1 дунама составляла более 2900 динариев. Если же из него произвести верёвки, то прибыль возрастала почти в 100 раз. Расчёты, конечно, осложняются необходимостью учёта стоимости труда занятых на обработке сырья работников. Также прибыли можно было получить и на льняном семени, которого обычно было вдвое больше, чем необходимо для посева. Из него добывали используемое с разными целями масло. В целом, выращивание этой культуры было одной из важнейших отраслей сельского хозяйства Палестины. Вероятно, в Палестине производилось небольшое количество хлопка. Соответственно, большого значения этот продукт не имел.
Рыба также занимала заметное место в меню палестинцев. Её вылавливали в основном из Средиземного моря и Тивериадского озера жители всех прибрежных городов. Рыбу ловило как еврейское, так и нееврейское население. Те виды рыб, которые в процессе приготовления могли изменить свой внешний вид до неузнаваемости, евреям запрещалось покупать у иноверцев. Рыбу также разводили в садках, бывших нередкой принадлежностью крупных городов и поместий, но это не имело существенного экономического значения.
Основным видом животноводства было разведение овец, являвшихся источником шерсти и мяса. Шерсти, насколько можно судить по эдикту Диоклетиана, в античный период собиралось не очень много, с одной овцы порядка 2 фунта (600 г), что давало 350 денариев прибыли с одной овцы, что соответствовало доходу с ¼ дунама пшеницы. Однако с учётом того, что для одной овцы требовалось 4-5 дунамов пастбища, и того, что пшеница давала урожай примерно раз в 2 года, разведение овец было не очень выгодным и зависело от местных условий. Несмотря на то, что евреи не употребляют в пищу свинину, разведение свиней не было полностью запрещено для евреев. Встреча Иисуса Христа со стадом свиней на населённом смешанным населением восточном берегу Тивериадского озера описана в Новом Завете (Мф. 8:28—34). Вероятно, свиноводство имело большое значение для нееврейского населения Палестины, но об этом сложно судить по сохранившимся сведениям. C конца I века в Палестине разводили кур. Их содержали в курятниках, но в раввинической литературе содержится много указаний о разрешении конфликтных ситуаций, связанных с поведением кур на общих дворах. Из прочей птицы разводили голубей, куропаток, гусей, индюков (разводимых в том числе как декоративных птиц) и фазанов, чьё мясо считалось исключительно вкусным.

### Ремесло

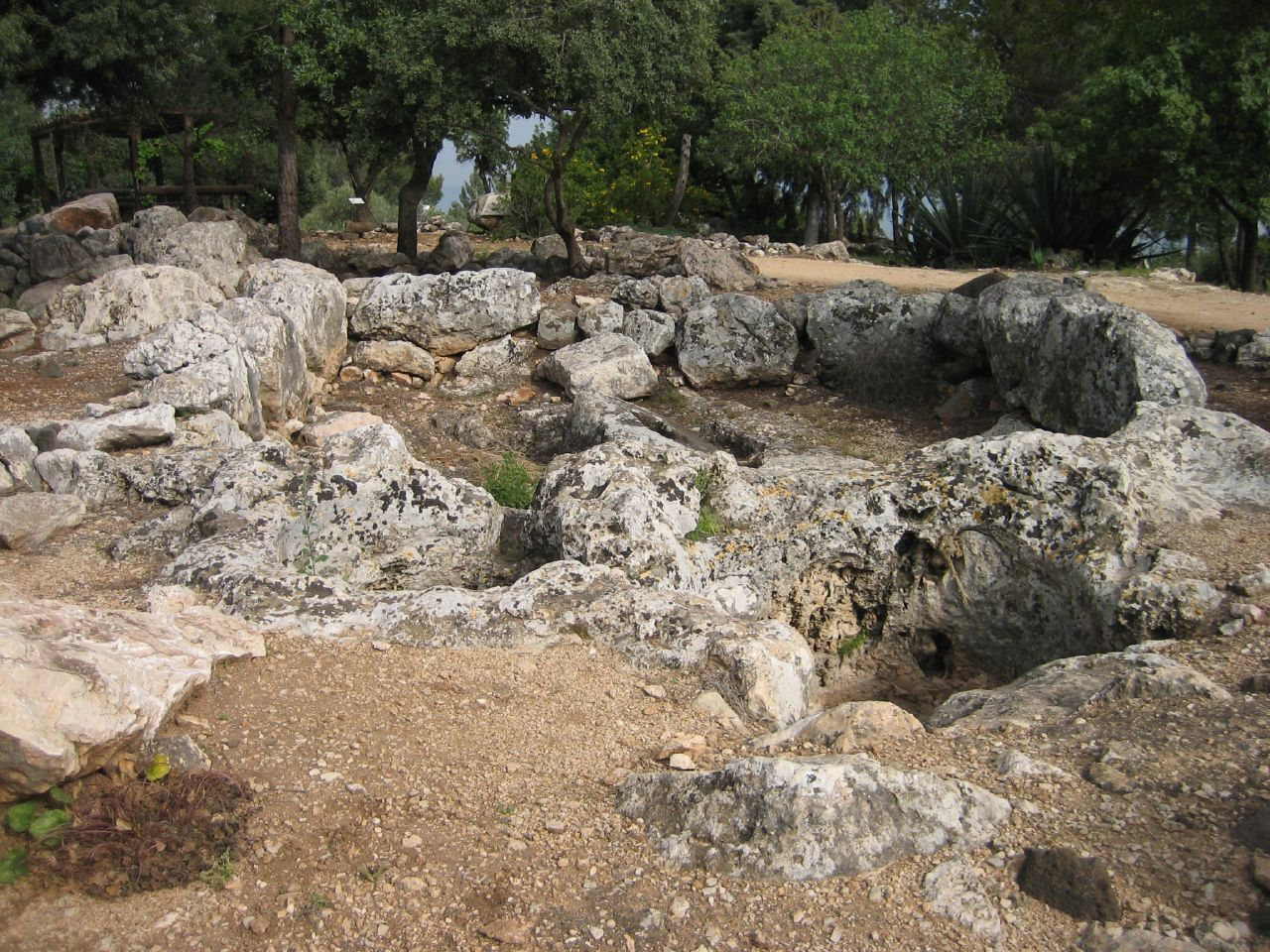
Остатки винного пресса 100—400 годов, Веред Хагалил, Галилея.

Археологические находки и талмудическая литература позволяют установить основные виды ремесленной деятельности в рассматриваемый период. Деятельность, связанная с обработкой сельскохозяйственной продукции имела следующие цели — получение дополнительной прибыли, сохранение товаров для продажи и длительного хранения, уменьшение объёмов заготовленной продукции. Этому соответствовали следующие обнаруживаемые при раскопках приспособления — винные прессы обычно находят на полях, масляные прессы и мельницы в деревнях или городах. Также обнаруживают приспособления для получения мёда из смокв, плодов рожкового дерева и фиников, однако существенно реже. На основании имеющихся источников неизвестно о том, чтобы вино изготавливалось за пределами места сбора винограда и отправки виноматериала в другое место для завершения производства вина. Вероятно, это является общим принципом, поскольку относится и к технологически сложным процессам производства благовоний и специй, а также производству шерстяных и льняных тканей. Основной отраслью мануфактурного производства в Палестине была текстильная. Как было сказано выше, имела место специализация регионов — в Галилее обрабатывали преимущественно лён, а в Иудее шерсть. Эта продукция пользовалась спросом за пределами региона, особенно окрашенные в пурпур и изделия из льна. Из многочисленных упоминаний текстильного производства в Талмуде известно, что технологии изготовления тканей были примерно такие же, как и в других провинциях. О выгодности дельности, связанной с обработкой шерсти можно судить по Эдикту Диоклетиана о ценах. Самой дорогой была шерсть из итальянского Таранто (175 динариев за фунт), стоимость труда ткача составляла 30—40 динариев в день, а солдатский шерстяной плащ стоил 4000 динариев. Из Талмуда известно о существовании разделения труда при обработке льна, а также об участии в этом женщин и наёмных работников. Из Талмуда можно также предположить существование двух основных способов производства в этой сфере: крестьянин сам или с помощью наёмных работников выполнял полный цикл производства ткани, либо только до стадии ниток; первый вариант был, очевидно, более прибыльным. Те виды работ, которые крестьянин не мог выполнить сам передавались специализированным гильдиям.
Палестина располагала ценными песчаными карьерами, позволявшими наладить производство стекла. Тип песка, применявшийся в античности, вплоть до настоящего времени добывается в долине Акко. Также славилось своим качеством стекло из песка реки Нааман. Печи II—V веков для изготовления стекла найдены во множестве мест. При этом некоторое количество стеклянной посуды импортировалось, но такая посуда считалась не чистой в религиозном отношении. Об организации производителей стекла в цеха ничего не известно. В домашнем обиходе более распространена была посуда из глины. В силу своих физических особенностей она легко разбивалась и с трудом чистилась, и потому также подлежала уничтожению, поскольку с галахической точки зрения нечистая посуда была непригодна к использованию. Всё это обеспечивало высокий спрос на гончарные изделия. Соответственно этому глиняная посуда была дёшева и производилась повсеместно; в талмудической литературе упоминается около 120 её видов. Несмотря на то, что Палестина в целом могла себя обеспечить такой продукцией, раскопки позволили обнаружить большие количества глиняной посуды из Северной Африки, Азии и западной Европы. Некоторое количество импортной посуды было привезено в качестве тары для вина или пшеницы, однако часть была ввезена с целью непосредственного использования. Имеющейся информации, однако, недостаточно для полного анализа этого явления. Археологические данные и письменные источники указывают на наличие региональной специализации в производстве посуды. Так, например, в Талмуде упоминаются «вифлеемские кувшины». Из прочих видов ремесленного производства следует упомянуть обработку металлов как для собственного использования, так и для нужд армии, изготовление папирусов и различные региональные промыслы как, например, изготовление циновок в Уше и Тивериаде.

### Торговля
Во времена Второго храма экономика Палестины была практически самодостаточна и, хотя некоторая внешняя торговля существовала, у Иосифа Флавия были основания утверждать, что «страна, которую мы населяем, расположена не на побережье, и мы не одобряем занятие торговлей и возникающее вследствие этого общение с другими народами». Однако после разрушения Храма ситуация изменилась и роль торговли в экономической деятельности евреев возросла. О внутренней торговле хорошо известно из Мишны, многие галахот рассматривают различные ситуации, связанные с организацией торговли в городах, распространением сельскохозяйственной продукции и т. п. В качестве места для торговли должны были использоваться специальные помещения, так как шум, производимый входящими и выходящими покупателями мог помешать соседям. Содержатель магазина в городской имущественной иерархии был весьма уважаемым лицом, и в маленьких городках мог исполнять также обязанности менялы. Отдельной категорией были оптовые торговцы (tagar, ивр. תגד‎), которых было множество разновидностей. В отличие от держателей магазинов, в основном торговавших собственными изделиями, они покупали товары у разных изготовителей, смешивали их и потом перепродавали.
Исследователями предпринимаются попытки построить модели торговли римской и византийской Палестины. Для этого привлекаются археологические данные о римских дорогах, нумизматический материал. К сожалению, этих данных для построения полноценной теории недостаточно. Тем не менее, вполне ясно, что отдельные деревни не могли быть полностью самодостаточными и поддерживали торговые связи с ближайшими соседями — в Самарии в радиусе 3—4 км, в Галилее 3—5 км. Эта коммуникация осуществлялась посредством караванов из ослов и верблюдов.

## Население

### Общая характеристика

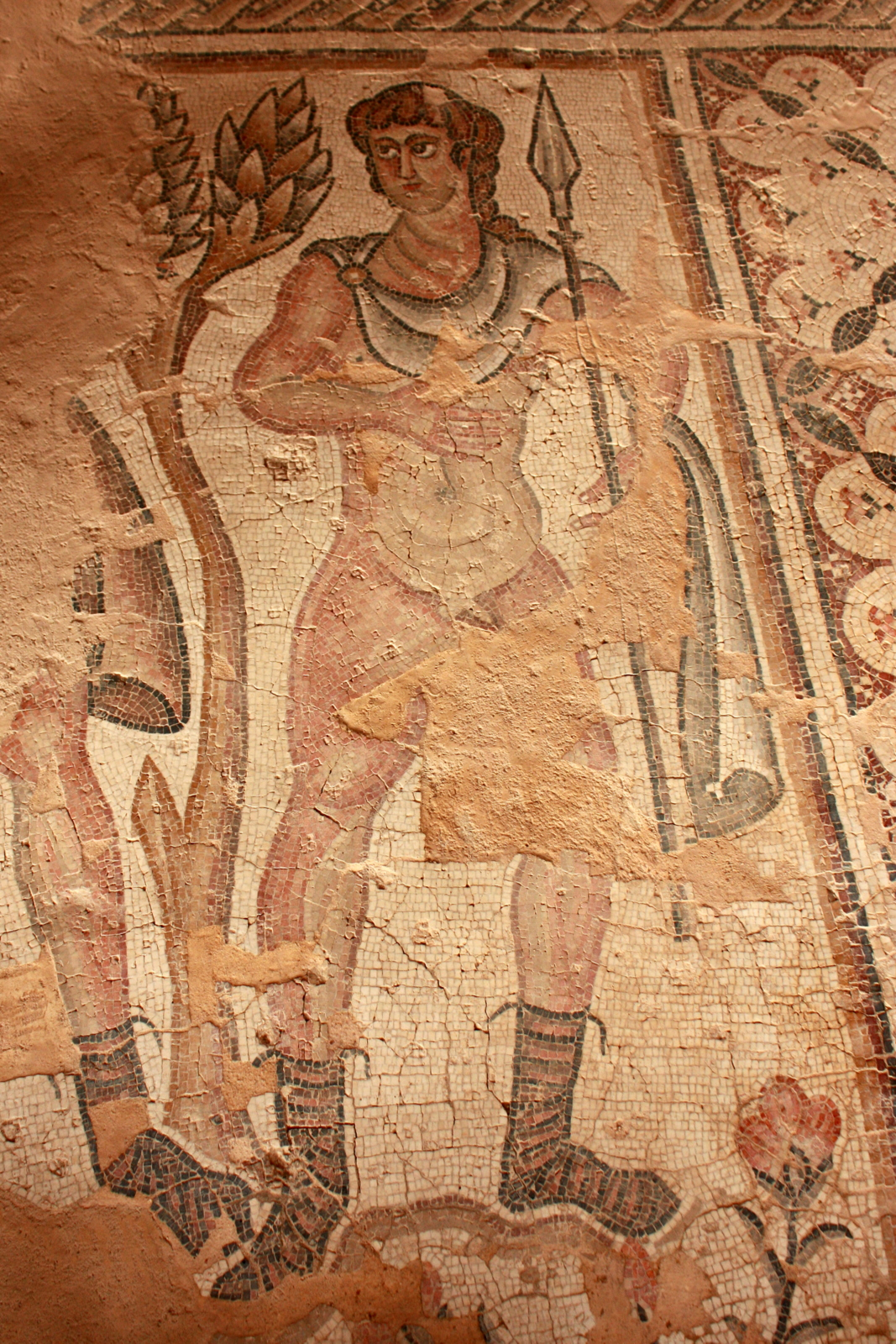
Мозаика с изображением охотника. Дом праздника Нила, Сепфорис, ок. 500 года.

Определения количества населения римской и византийской Палестины (или, в других терминах, Земли Израильской в период Мишны и Талмуда) представляет значительную трудность. Неизвестно ни начальное значение, ни предельно возможное. Соответственно, историками предлагаются различные подходы к решению этой проблемы. Попытки оценить население Палестины в I веке предпринимались начиная с XIX века. Диапазон оценок был велик: от 6 000 000 человек (К. Р. Кондер, 1882) до менее миллиона (McCown, 1947). Современные исследователи предлагают различные комплексные методики. М. Ави-Йонах (1964, 1973) производит подсчёт на основе типизации населённых пунктов по уровням, однако сложно подсчитать число поселений каждого типа, а также сделать корректное предположение о числе жителей в поселении данного типа. По мнению этого исследователя, в 140 году в Палестине проживало 2 500 000 человек, из которых от 700 000 до 800 000 были евреями, тогда как до восстания Бар-Кохбы их было 1 300 000. В Галилее они составляли ¾ населения, а в прибрежной зоне и за Иорданом около ¼. М. Броши (M. Broshi, 1979) для своих подсчётов использует данные о производстве пшеницы как главного продукта питания, водоснабжении и плотности населения в городах. В результате он приходит к относительно низкой величине в 1 миллион жителей к западу от реки Иордан. По его мнению, это максимальное значение было достигнуто только к 600 году. Для своих вычислений Броши взял за основу данные о производстве зерна в арабских поселениях Палестины до 1948 года, но корректность этой методики ставится под сомнение, поскольку Броши не учитывает импорт зерна и большую долю используемой земли в античности. Археологические исследования основываются на анализе числа и размере поселений, а также изучении остатков керамики. К сожалению, определение принадлежности керамики к тому или иному периоду является не до конца решённой задачей. Первая известная перепись в регионе была произведена Османской империей в XVI веке и дала для территории римско-византийской Палестины примерно 200 000 жителей. Палинологические исследования (Baruch, 1985) показали увеличение количества культивируемых оливковых деревьев в римский период за счёт теревинфов и дубов, однако таким образом пик определяется в начале II века с большой погрешностью до 125 лет. В 1994 году методы Э. Бозеруп для определения «вместимости» региона (англ. population threshold) попытался применить З. Сафрай, однако сложность применения этой модели в данном случае не позволила ему дать собственную оценку числа жителей Палестины.
Ещё более сложно оценить распределение населения по различным этно-религиозным группам (евреи, самаритяне, язычники и христиане). К IV веку христиане составляли наименьшую группу и о её численности сложно сделать какие-то предположения. Язычники составляли большинство населения в городах. Из примерно 25 городов западной Палестины евреи составляли большинство только в Тивериаде и Сепфорисе. Значительные еврейские общины имелись в Скифополисе, Кесарие и Лоде. Элия Капитолина, три области Иродион, Гофна и Oreine были полностью закрыты для евреев и, будучи местами дислокации армии, оставались языческими до правления Константина Великого. Примерно до 400 года язычество сохраняло сильные позиции в Газе, ещё позднее христианизировались поселения в Негеве. Относительно многочисленным языческое население было в Самарии. Язычники также жили вне городов, поскольку ветераны покупали земли у евреев, несмотря на запрещения в еврейском религиозном праве. В результате к началу IV века большая часть земельной собственности оказалась в руках не-евреев. Самаритяне жили не только в Самарии, но и образовывали свои общины на побережье, в Иудее и Галилее. Письменные материалы о них достаточно скудные, насколько можно судить по ним, самаритяне помимо сельского хозяйства занимались торговлей, а также поступали на военную службу Римской империи. Это делало их многочисленными в провинциальных центрах и, согласно одному свидетельству середины IV века, евреи и не-евреи в Кесарии превосходили их числом только взятые вместе. Согласно М. Ави-Йона (1956) в V—VI веках самаритян было порядка 300 000 человек, что по мнению австрийского историка Г. Штембергера является завышенной оценкой.
По общему мнению историков, в византийский период Палестина достигла максимума своего населения, который был превзойдён только в XX веке. Распространённым является мнение о том, что причиной этому были религиозные изменения. По словам М. Ави-Йоны (1960), принятие христианства изменило положение Палестины в империи, превратив из заброшенной провинции в Святую землю. Связанный с новым статусом приток богатства и многочисленные паломничества вызвали увеличение количества населения и повышение уровня жизни. Это мнение впоследствии цитировалось в многочисленных исследования. Археологические исследования последних десятилетий позволили расширить представления о небольших палестинских поселениях, менее затронутых этим экономическим подъёмом и уточнить ход его протекания и причины. На 2004 год подробно было исследовано более 6000 км², более чем треть территории византийской Палестины. В целом эти данные подтверждают тезис о достижении пика в византийский период, хотя есть локальные вариации. Так, например, в некоторых частях Голанских высот и в западных частях Изреельской долины максимум населённости был достигнут до IV века. В серии публикации Д. Бара существенность демографического спада во время кризиса III века ставится под сомнение. По данным этого исследователя (D. Bar, 2002), в незатронутых восстанием 135 года частях Палестины экономический и демографический рост не прерывались. Археологические данные показывают, что в этих районах появлялись новые и увеличивались старые поселения. В поздний римский период началось интенсивное освоение ранее не пользовавшихся спросом территорий. Демографическое давление в густонаселённых зонах вынуждало мелких сельских собственников осваивать гористые и заболоченные территории. В этом процессе принимали участие все этно-религиозные группы Палестины. Таким образом, точка зрения, что процветание Палестины было связано в первую очередь с внешне- и внутриполитической стабилизацией в регионе имеет многочисленных сторонников.

### Еврейское население Палестины
С археологической точки зрения начало византийского периода связывают с правлением Константина Великого (306—337) или, более точно, с 324 года, когда после победы над Лицинием этот император установил контроль над восточной частью империи. С точки зрения периодизации истории еврейского народа соответствующий период традиционно отсчитывают от приблизительно конца правления в Римской империи династии Северов в 235 году, когда завершился таннаитский и начался амораитский период еврейской истории, или же смерти рабби Иехуды ха-Наси около 220 года. Верхняя граница этого периода, связываемая с арабским завоеванием Сирии и Палестины во второй половине 630-х годов, некоторыми исследователями полагается нечёткой. Многочисленные исследователи отмечают упадок еврейской общины Палестины в этот период. Традиция связывает это с разрушением Второго Храма в 70 году и последовавшее за этим расселение евреев. Историки, однако, отмечают, что в отличие от Ассирии и Вавилона, Римская империя не предпринимала значительных депортаций. Тем не менее, после разрушения Иерусалима и восстания Бар-Кохбы в 135 году начался демографический спад в еврейском большинстве Израиля. Этот процесс не был равномерным — если в районе Иерусалима и основанной на его месте Элии Капитолине отчётливо наблюдался упадок, то в Иудее, Галилее, Голанах и районе Бейт-Шеан еврейское население процветало. Значительное еврейское присутствие фиксируется в крупных полисах — Кесарии и Скифополисе. В целом, при общем росте населения Палестины в римско-византийский период, доля еврейского населения упала до 10 %-15 % к началу персидского завоевания в 614 году если судить по числу населённых пунктов, либо до 25 %, если принимать во внимание долю синагог по отношению к христианским храмам. Литературные источники позволяют предположить, что эти оценки являются заниженными. В 380-х годах Иоанн Златоуст отмечал чрезвычайную многочисленность евреев в Палестине, а в начале V века Иероним Стридонский писал, что евреи плодятся, как черви. Археологические данные подтверждают демографическую стабильность еврейского населения Палестины в VI—VII веках.

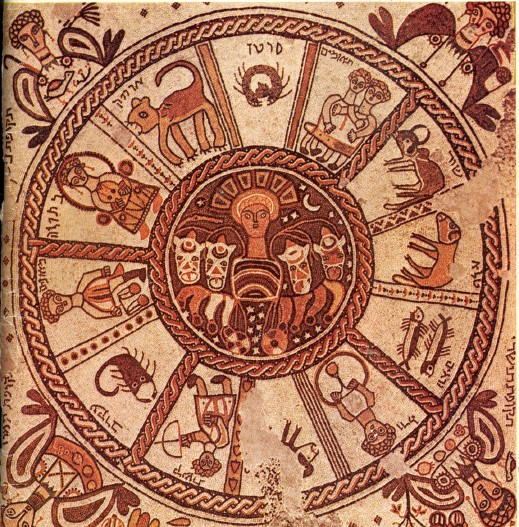
Мозаика с изображением зодиака из синагоги в Бет Альфа, VI век.

Между восстанием Бар-Кохбы в 135 году и активно поддержанным еврейским населением Палестины персидским вторжением в 614 году, известно только об одном еврейском восстании. Связанные с ним события относятся ко времени правления цезаря Констанция Галла в 351/2 году. Несмотря на то, что сохранились относящиеся к этому восстанию литературные и археологические источники, реконструкция его хода представляет трудности. Согласно писавшему о мятеже несколькими десятилетиями позже Иерониму Стридонскому, «Галл подавил выступление евреев, убивших ночью солдат и захвативших оружие. Много тысяч было убито, включая невинных детей, и их города Диокесария (Сепфорис), Тивериада и Диосполис, также как и бесчисленные деревни, были преданы огню». Более поздние христианские авторы в этом контексте упоминали только Диокесарию, а в позднейших мидрашах есть намёки помимо перечисленных городов ещё и на Акко. Археологические данные некоторыми исследователями интерпретируются как подтверждающие сведения Иеронима и мидрашей, и тогда восстание охватывало почти всю еврейскую Палестину, другие исследователи ограничивают его размах только Сепфорисом. Сложность вносит землетрясение 363 года, которое, возможно, ответственно за часть разрушений датируемых этим периодом. Споры вызывают также природа и причины восстания. По мнению близкого современника событий Аврелия Виктора, евреи Сепфориса поддержали мятеж римского военачальника, и часть исследователей принимают этот взгляд. Другие ищут причины внутри еврейского общества — как реакцию на принятие христианства римскими императорами, ущемление еврейских экономических интересов новым законодательством или протест против превращения Палестины в христианскую Святую Землю. Событие было практически полностью проигнорировано в еврейских письменных источниках, из чего исследователи делают вывод о том, что оно не было поддержано элитами и большинством народа. С другой стороны, если вопрос о сопротивлении евреев правительству Римской империи является достаточно спорным, то случаи сотрудничества совершенно определённы. Некоторые утверждения из Палестинского Талмуда явно предполагают участие евреев в городских советах (буле). История о том, как в начале III века глава Синедриона Иехуда ха-Наси разрешал конфликт между стратегом и буле была зафиксирована письменно в конце столетия, что указывает на её актуальность. Несколько еврейских членов буле известны в III веке, но для более позднего времени их меньше. Законодательство императора Феодосия II (402—450) и более позднее давало евреям доступ к некоторым низшим должностям (см. Евреи в Византии#Правоспособность). Одновременно с этим нет признаков того, чтобы государственная служба как-то препятствовала отправлению обязанностей в иудейской общине.
Больше известно о восстаниях палестинских самаритян. В 484 году они начали восстание под предводительством Юста, подавленное дуксом Палестины. Согласно сведениям Прокопия Кесарийского причины восстания имели религиозный характер. Волнения продолжались и в правление Анастасия I (491—518). В 529/30 в ответ на политику императора Юстиниана I, отдавшего приказ об уничтожении всех их синагог, началось мощное восстание, которое возглавил Юлиан Цабар. Оно было подавлено армией при помощи арабских союзников. Большое количество самаритян в районе Неаполиса было убито. Произведённая после этого в 536 году реорганизация Палестины была направлена на подавление беспорядков в городах. В 556 году самариятне и евреи восстали в Кесарии. По сообщению христианских источников, между 565 и 578 годами самаритяне нападали на церкви и у подножья горы Кармель. По мнению израильского историка Б. Исаака, эти выступления не являлись специфическим еврейским сопротивлением, и были характерны для империи в целом.

## Религия

### Иудаизм

Древняя синагога в археологическом парке Кацрина.

Распространённым направлением изучения жизни евреев в рассматриваемый период является рассмотрение различных аспектов, связанных с синагогами. Под этим понятием (др.-греч. συναγωγή) в римский и византийский периоды понималась как еврейская община, так и соответствующее сооружение. Как общественный институт, синагоги имели ряд существенных отличий от Храма: они позволяли организовывать жизнь общества где угодно, теоретически лидерство священников было открытым и демократичным, синагоги были открыты для всех, включая женщин и не-евреев, в них проводился более широкий спектр богослужений. Соотношение влияния на жизнь евреев синагог и Храма зависело от расстояния от Иерусалима, в удалённых синагогах вырабатывались разнообразные литургические и архитектурные подходы. Это проявлялось не только в сравнении синагог Палестины и Диаспоры, но и в пределах Палестины. С точки зрения периодизации, после разрушения Храма в 70 году в истории синагог нет явных вех. Обычно условно выделяют IV век, как водораздел между сменившимися главенствующими идеологиями Римской империи, толерантным к иудаизму язычеством, и враждебным христианством. Точную дату тут указать невозможно, но формально считается, что это 324 год, когда Константин Великий стал единоличным правителем империи, хотя непосредственно в этот момент никаких радикальных изменений для евреев и иудаизма не произошло. Второй вехой считается завершение работы над Иерусалимским Талмудом в конце IV века, в результате чего резко уменьшилось количество письменных еврейских источников. Одновременно с этим, в IV веке возросло число археологических данных о палестинских синагогах. Развалины сооружений этого времени обнаружены в Кацрине на Голанских высотах и многочисленных других местах Галилеи и Иудеи. Синагог V века известно гораздо меньше, возможно из-за сложностей с правильной датировкой. Возобновление интенсивного строительства синагог относят к VI веку. Предметом многочисленных исследований являются архитектурные особенности древних синагог и нанесённые на них надписи.
На основании законодательных источников, вводивших запреты на строительство синагог, и рассказов историков о конфликтах между евреями и христианами, в еврейской историографии сложилось представление о византийском периоде в истории Палестины как о «тёмной эпохе» непрерывного упадка. Однако обнаружение более чем 100 синагог византийского времени заставило историков произвести переосмысление старых концепций. Одним из важных примеров такого рода стали монументальные развалины синагоги в Капернауме, завершённой в V или в VI веке, расположенной неподалёку от меньшего по размерам храма Святого Петра. Обнаружение среди документов Каирской генизы образцов литургической поэзии (пиют) IV—VI веков показало продолжение богатой духовной жизни евреев византийской Палестины. Запрет императора Юстиниана I в 553 году изучения Мишны привёл к завершению периода доминирования Палестины в еврейских делах и смещению культурного центра в Вавилонию, хотя некоторые исследователи обнаруживают следы этого процесса уже во второй половине V века.

### Христианство

#### Паломничество

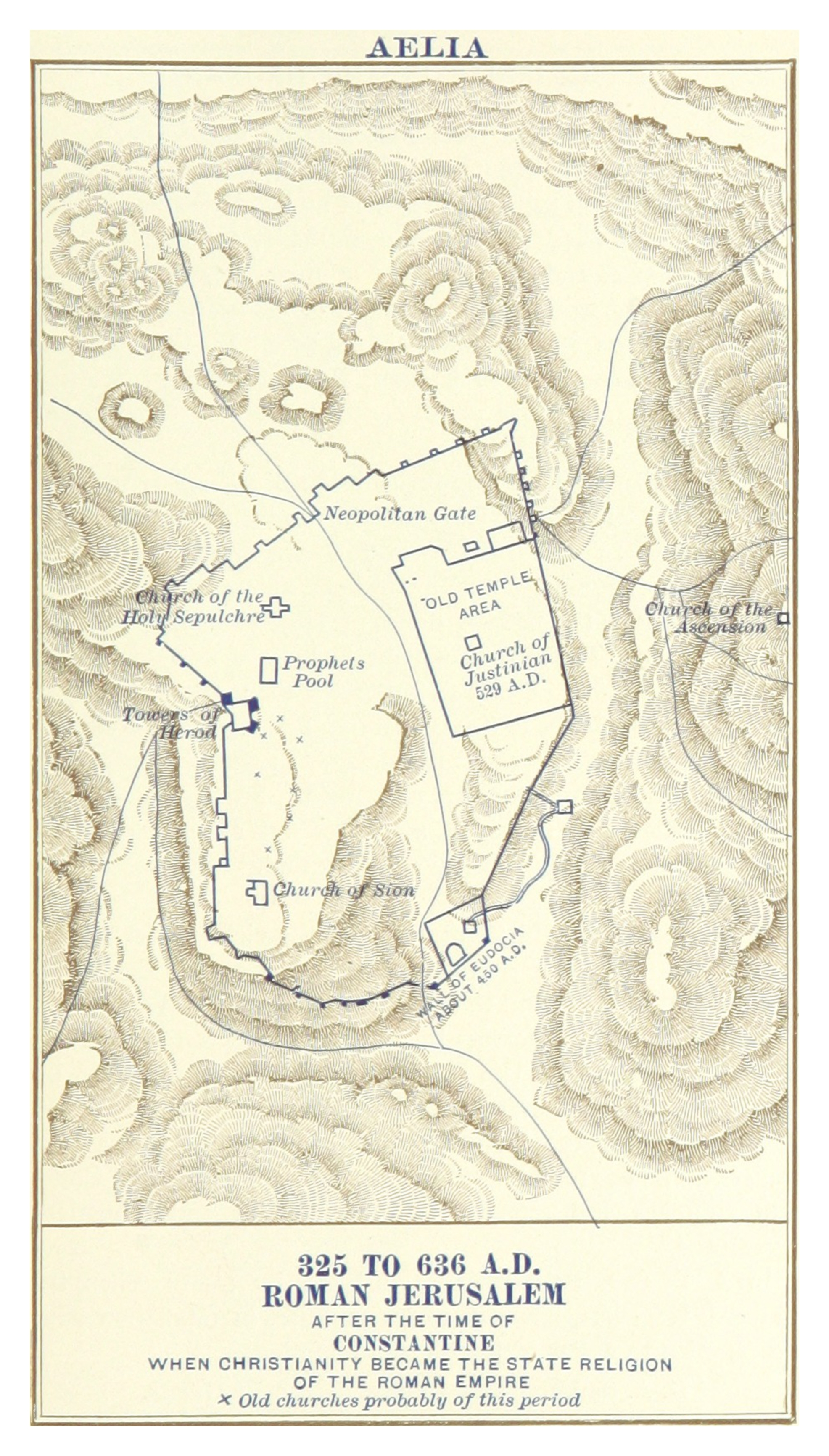
Иерусалим в византийский период.

Хотя христианские паломники посещали святые места задолго до Константина Великого, массовым это явление стало только при этом императоре. Популярности паломничества в Палестину способствовало путешествие в Святую землю его матери Елены. Масштабное церковное строительство при Константине, вероятно, также способствовало притоку верующих, равно как и различные церковные мероприятия, на которые съезжались епископы из всех частей империи. Как с раздражением заметил языческий историк Аммиан Марцеллин, при императоре Констанции II (337—361) «целые ватаги епископов разъезжали туда и сюда, пользуясь государственной почтой, на так называемые синоды, стремясь наладить весь культ по своим решениям. Государственной почте он причинил этим страшный ущерб». Палестина привлекала и простых верующих, которые не могли воспользоваться услугами государственной почтовой службы. Хотя путевые заметки, которые являются основным источником на эту тему, известны только из Западной империи, паломники прибывали отовсюду. Иероним Стридонский пишет о паломниках из Индии, Персии и Эфиопии, из других источников известно о путешественниках из Сирии, Египта, Малой Азии и Армении. Путевые заметки паломников являются ценным источником о жизни Палестины в IV веке, также они представляют интерес с точки зрения описания гостями из других стран жизни евреев и их традиций. Старейший из документов подобного рода, Бордоский итинерарий посвящён описанию длившегося несколько месяцев путешествию паломника из Бордо в 333 году. Его маршрут начинался в Палестине с Кесарии, затем через Неаполис и Вефиль шёл в Иерусалим. Оттуда путешественник совершил экскурсии в Иерихон через Вифанию, и через Вифлеем в Хеврон. Обратный его путь проходил через Эммаус и Лод в Кесарию, и оттуда в Константинополь. Данный документ отражает раннюю стадию в развитии христианского паломничества, когда путешественников интересовали преимущественно места из ветхозаветной истории. Отчёт о четырёхлетнем путешествии монахини из южной Галлии или Галисии Эгерии, совершённом около 400 года, рисует Палестину как страну, наполненную монахами, священниками, епископами и церквями. Путешествуя всё время в сопровождении других монахов или вооружённой охраны, она достигла на юге Синайского полуострова. Путешественницу особенно интересовали места, связанные с событиями Ветхого Завета, которые она отыскивала, руководствуясь описаниями из Библии. Представляют интерес описание её поисков дворца Мельхиседека в долине реки Иордан. В 385—386 годах по приглашению Иеронима Стридонского Палестину посетила богатая римская матрона Павла со своей дочерью Евстохией; описание их путешествия содержится в одном из писем Иеронима. Двигаясь с севера, группа паломников посетила в Сарепте дом пророка Илии. Далее, через памятное по Деян. 21:5 побережье близ города Тира они достигли Акры и долины Мегиддо, где некогда пал царь Иудеи Иосия. Через Дор паломники пришли в Кесарию, где в доме Корнилия была теперь церковь. Там же они посетили дом апостола от семидесяти Филиппа и его четырёх дочерей-пророчиц. Далее их путь был по побережью в Лод, где был исцелён Эней, и в Яффу, а потом в Иерусалим через Эммаус. В Иерусалиме группа посетила места, связанные с жизнью Ииуса Христа. Там женщины раздали деньги бедным, после чего прибыли в Вифлеем, который описан наиболее подробно. Здесь их путешествие не закончилось, они двинулись к Хеврону, по дороге вспоминая эфиопского евнуха (Деян. 8:27), Мамре, Вифанию, Вефиль, Назарет и, наконец, после восхождения на гору Фавор Иероним Стридонский прекращает свой рассказ о путешествии по Палестине, возобновляя его в Египте. Из приведённых описаний паломнических маршрутов видно, что в IV веке христианских туристов интересовали преимущественно места, связанные с событиями Ветхого Завета. В этой связи историки пытаются выяснить, каково было участие евреев в организации этих паломничеств, и не вступали ли они с христианами в конфликт за контроль над священными захоронениями. Вероятно, евреи не принимали участия в перемещении реликвий, поскольку это противоречило их обычаям.
С течением времени состав привлекавших паломников достопримечательностей менялся, поскольку появлялись новые памятники и становились недоступными или видоизменялись старые. Голгофа и другие места, связанные со смертью Иисуса Христа были скрыты храмом Гроба Господня. C середине V века появились такие популярные среди паломников места, как могила Лазаря в Вифании, ясли близ Вифлеема и другие. Типичный маршрут христианского паломника второй половины V века в Иерусалиме описан в житии Петра Ивера и включал посещение шести мест, в дальнейшем этот перечень воспроизводился у других авторов и сохранился до арабского завоевания. При входе в город все паломники направлялись к комплексу зданий на Голгофе, где они молились у гроба Господня, голгофского камня и базилики Константина (не обязательно именно в таком порядке). Затем они молились в Сионской церкви и церкви Святой Премудрости, построенной на месте, где Понтий Пилат осудил Христа. Опционально паломникам показывали яму, в которую бросили пророка Иеремию, в качестве которой могла выступать одна из цистерн в окрестностях Храма, и спускались к Силоамской купели. Затем паломники посещали Вифезду, после чего покидали город через восточные ворота и направлялись в долину Иосафата. Там они посещали Гефсиманский сад и гробницу Богородицы. В конце своего пути паломники подымались на Масличную гору и молились в церкви, построенной Константином.

#### Монашество
В истории палестинского монашества византийским считается период между 314 годом, когда появилась Фаранская лавра близ Иерихона, и 631 годом, когда было создано последнее византийское житие палестинского святого Георгия Хозевита. Наряду с Египтом, Палестина была важнейшим центром раннехристианского монашества. Многочисленными исследователями возникновение монашества в Палестине связывается с развитием паломничества в этот регион. В Палестине главным очагом монашеского движения была Иудейская пустыня, протянувшаяся с запада на восток от Иерусалима до Иерихона, и доходящая на юге до Иродиона. По сравнению с египетской Нитрийской пустыней, эта область обладала преимуществами — более мягким климатом, многочисленными связями с библейской историей и меньшей удалённостью от центров цивилизации. Специфической формой монашеского общежития в Палестине стала лавра, сочетающая киновитные и отшельнические черты. К числу основателей палестинского монашества относят основавшего в начале IV века общину в Газе святого Илариона, следовавшего аскетической модели Антония Великого, и основателя Фаранской лавры Харитона Исповедника. В V веке появилась новая форма городского монашества, в основном в Иерусалиме, сочетающая поклонение святым местам с общественной работой. Многие видные представители палестинского монашества на ранней стадии были выходцами из других частей Византии — Харитон и Евфимий Великий из Малой Азии, с латинского Запада прибыли во второй половине IV века Иероним Стридонский и Руфин Аквилейский, основавшие монастыри в Вифлееме. Это явление связывают с увеличившимся числом паломничеств в Святую землю. В V—VI веках число монастырей значительно увеличилось, в основном в Иудейской пустыне, хотя районы Газы, Галилейского моря и Синайского полуострова сохраняли популярность. Основными деятелями этого периода были основатель лавры в Хан-эль-Ахмаре Евфимий Великий (377—473), его друг Феоктист, основатель киновитного монашества Феодосий Великий (423—529) и основатель существующей до настоящего времени лавры Савва Освященный.
Палестинское монашество было активно вовлечено в богословские споры V—VI веков. Следуя за Евфимией и Саввой они поддержали решения вселенского Халкидонского собора 451 года, вызвавшего раскол в христианском мире. В начале VI века возобновились споры об учении Оригена, что привело к отделению части монахов от Лавры Саввы Освященного и основанию Новой Лавры. Частично в связи с этими событиями начался упадок монашества в Палестине, усугублённый вторжением Персии в 614—628 годах и последовавшим за этим арабским завоеванием.
Одной из специфических особенностей палестинского монашества в византийский период была концентрация монастырей вблизи городов. Крупнейшие монастырские кластеры были вокруг Иерусалима (включая монастыри Иудейской пустыни), Газы, Скифополиса, Кесарии и Елевферополя. Численность монахов сложно определить. В конце IV века их, вероятно, были тысячи. Около 400 года сообщается примерно о 20 монастырях на Масличной горе с примерно 800 монахами.

### Язычество
В период эллинизма в Палестине распространилась греческая культура, а в результате завоеваний Помпея она стала частью Римской империи. Палестину несколько раз посещал император Адриан (117—138), пытавшийся уменьшить влияние иудаизма. При нём был построен храм Зевса на развалинах Второго Храма в Иерусалиме, что привело к восстанию Бар-Кохбы в 132—136 годах. Попытка реставрации языческого культа, предпринятая при императоре Юлиане (361—363) затронула и Палестину. В неё, как и в другие провинции был назначен высший священнослужитель, которого отождествляют с адресатом нескольких писем Либания, Лемматиусом. Этот Лемматиус продолжал занимать свой пост и некоторое время после смерти императора, как минимум до конца 364 года. Окончательно языческие жертвоприношения были запрещены в 371/72 году после суда над эллинами, обвинёнными в колдовстве. Крупные языческие центры Палестины были в городах, в которых существовали риторические школы — Газе, Кесарии и Элузе. Наиболее значимый местный культ в Газе был посвящён семитскому богу Марне, соответствующему греческому Зевсу. Публичные жертвоприношения ему продолжались до конца IV века. О сильных позициях язычества в Газе в конце IV века писал Иероним Стридонский, а о ситуации в VI веке писал церковный писатель Марк Диакон в своём «Житии святого Порфирия, епископа Газского»:
В городе было восемь общественных идольских храмов: Солнца, Афродиты, Аполлона, Коры, Екаты, так называемый Ироон, Счастия города, зовомый Тихион, и Марнион, посвящённый, как говорили, рождённому на Крите Зевсу, и который считали наиболее славным из всех повсюду храмов. Было же множество и других идолов по домам и в весях, счёта которым никто подвести не мог. Бесы, понимая настроения жителей Газы, которые легко изменяются, наполнили обманом весь их город и окрестность: это случается с газцами вследствие их великой простоты. Оттого и переведённые в святую веру, они делаются ревностными христианами.
В начале IV века император Константин Великий выделил из Газы более склонный к христианству портовый пригород, переименовал его в честь своей сестры Констанции и дал ему собственного епископа. При императоре Юлиане порт был присоединён обратно к Газе. Согласно церковному историку V века Созомену, в этот период некоторые из христиан города претерпели мученическую смерть. О конфликтах между христианами и язычниками Газы и Маиумы известно и позднее. В начале V века толпы христиан Маиумы под предводительством епископа Порфирия разрушили языческие храмы Газы. Вражда между двумя городами распространялась и на живущих в них христиан, что не позволила епископу Порфирию распространить свою епископскую власть на Маиуму; в 451 году на Халкидонском соборе епископы этих двух городов заняли противоположные позиции по христологическим вопросам, а в середине VI века христиане Газы разделились на две фракции по вопросу об отношении к местному епископу.

## Исследования

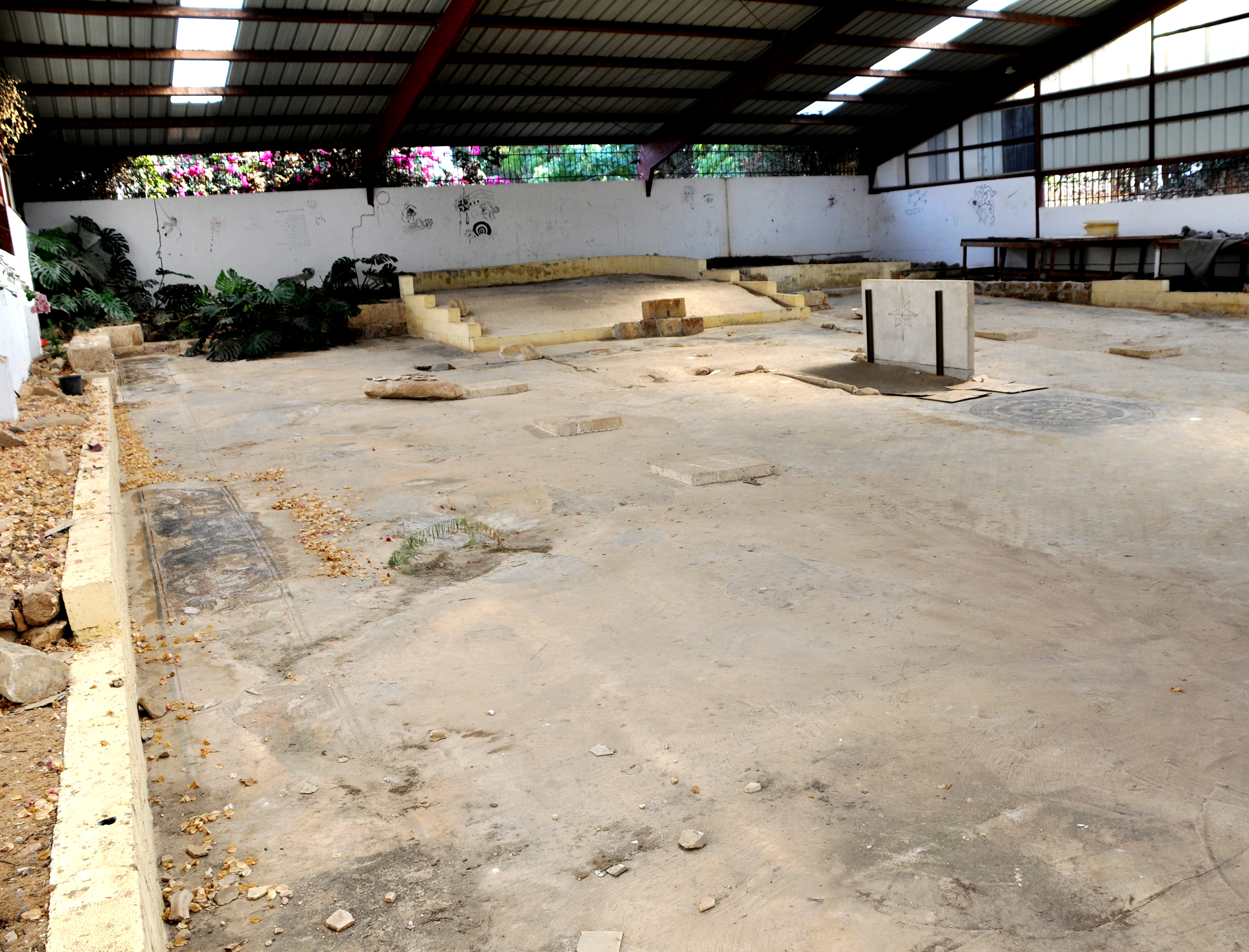
Раскопки византийской церкви в Нагарии, VI век.

Научные археологические исследования в Палестине проводятся с XIX века. С 1865 года в принадлежащей Османской империи Палестине работает Фонд исследования Палестины. Длительное время в археологических исследованиях Палестины выделение подпериодов из византийского периода не производилось. В первом издании «Encyclopedia of Archaeological Excavations in the Holy Land» (1976—1978, под ред. М. Ави-Йоны и Э. Штерна) было введено разделение на «ранний» (с 324 по 450 год) и «поздний» (450—640) византийские периоды. Эта схема стала широко распространена, но затем была вытеснена схемой Дж. Сауэра (Sauer, 1973), предложившего границу между периодами провести в 491 году или вообще отнести её к границе V и VI столетий. В общем, такое разделение было признано археологами полезным, поскольку позволило чётко классифицировать материалы IV—V и VI—VII столетий. Также предлагалась более тонкая градация путём разделения каждого периода на четыре части (I—IV) про границам основных царствований, но такой подход подвергался критике в связи с тем, что точные хронологические рамки имеют мало отношения к реальным археологическим данным. Во втором издании энциклопедии «New Encyclopedia of Archaeological Excavations in the Holy Land», последнее обновление которой вышло в 2008 году, вводится схема разделения периодов на две части (A и B). Полевые археологические исследования преимущественно проводятся по модифицированной методологии Вилер-Кеньон, разработанной в 1950-х годах при раскопках Иерихона. При таком способе территория раскопок разбивается на квадратные участки, которые послойно раскапываются. Интенсивно используются данные аэрофотосъёмок, в том числе сделанных до Второй мировой войны, когда ландшафты были более нетронутыми. Развиваются подводная археология, технологии анализа органических останков, формируются базы данных. Эффективным методом является проводимая Управлением древностей Израиля археологическая разведка в рамках проекта Archaeological Survey of Israel, результаты которой публикуются в виде карт участков поверхности по 10 км². Относящаяся к византийскому периоду разведка ведётся в пустыне Негев и в районе Мёртвого моря. В последние несколько десятилетий а археологических исследованиях появилась тенденция к охвату сельских регионов. При этом продолжаются раскопки в традиционных местах в крупных городах — Кесарии, Скифополисе, Сепфорисе и других. Сложной проблемой остаётся правильная датировка керамики, корректное различение изделий раннеисламского и поздневизантийского периодов. Уточнение методики датировки приводит к необходимости повторного анализа археологических данных.
Находимые в Палестине письменные данные делятся на две неравные по объёму группы — надписи и папирусы. Латинские надписи встречаются в основном в официальных сооружениях, таких как правительственные здания или на мильных камнях; с конца IV века эти надписи практически исчезают. Надписи на греческом языке находят на зданиях местных администраций. также встречаются надписи на семитских языках (иврите, арамейском и арабском). Все эти надписи как правило очень коротки, но в совокупности содержат обширный массив данных, не содержащихся в письменных источниках. Например, анализ найденных к востоку от Мёртвого моря могильных надписей позволил проследить более медленный, чем ожидалось, процесс упадка язычества в городах на плато Карак. Надписи на общественных и оборонительных сооружениях позволяют уточнить датировку их постройки и реконструкции. Неудивительно, что на период правления императоров Анастасия I и Юстиниана I приходится пик строительной активности, но она продолжалась и в период персидской оккупации в VII веке. Папирусы в Палестине находили неоднократно, но две из этих находок имели особое значение. В 1930-х годах в окрестностях Нессаны в пустыне Негев было найдено множество литературных и хозяйственных документов. Первая группа текстов включала фрагменты Евангелия от Иоанна, Деяния святого Георгия, фрагменты апокрифической переписки царя Авгаря с Иисусом Христом, Энеиду Вергилия и греческий словарь к ней. Около 200 хозяйственных текстов датировались периодом между 512 и 689 годами — последним веком византийского правления и первым столетием исламского, данные тексты являются предметом интенсивного изучения. Вторая важная находка была сделана в 1993 году в Петре во время раскопок церкви. Свитки были серьёзно повреждены при пожаре в церкви и были восстановлены в Американском центре исследований Востока (Амман), а затем исследовались в университетах Хельсинки и Мичигана. Эти документы имеют хозяйственный характер и, в отличие от устоявшегося представлении о Петре как о торговом центре, посвящены преимущественно сельскохозяйственной деятельности. Также они показывают Петру в конце VI века как процветающий город, что тоже не соответствует сложившемуся ранее представлению об упадке этого региона в византийский период.

### Исследования
на английском языке
- Avni G. The Byzantine-Islamic Transition in Palestine. — Oxford; New York: Oxford University Press, 2014. — 424 p. — (Oxford Studies in Byzantium). — ISBN 978-0-199-68433-5. — doi:10.1093/acprof:oso/9780199684335.001.0001.
- Avi-Yonah M. The Economics of Byzantine Palestine // Israel Exploration Journal. — Israel Exploration Society, 1958. — Vol. 8, № 1. — P. 39—51. — ISSN 0021-2059. — JSTOR 27924723.
- Bar D. Population, Settlement and Economy in Late Roman and Byzantine Palestine (70-641 AD) // Bulletin of the School of Oriental and African Studies. — London : Cambridge University Press, 2004. — Vol. 67, № 3. — P. 307—320. — ISSN 0041-977X. — JSTOR 4145797.
- Binns J. Ascetics and Ambassadors of Christ. The Monasteries of Palestine 314-631. — Oxford : Clarendon Press, 1994. — 276 p. — ISBN 0-19-826934-X.
- The Cambridge History of Judaism / Ed. by S. T. Katz. — Cambridge : Cambridge University Press, 2008. — Т. IV. — 1135 p. — ISBN 978-0-521-77248-8.
  - Goodblatt D. The Political and Social History of the Jewish Community in the Land of Israel, c. 235-638 // CHJ. — 2008. — P. 404—430.
- Dan Y. Palaestina Salutaris (Tertia) and its Capital // Israel Exploration Journal. — Israel Exploration Society, 1982. — Vol. 32, № 2/3. — P. 134—137. — ISSN 0021-2059. — JSTOR 27925836.
- Сборник статей. Jews in Byzantium: Dialectics of Minority and Majority Cultures / Robert Bonfil, Oded Irshai, Guy G. Stroumsa and Rina Talgam (eds). — Leiden: BRILL, 2012. — 1010 p. — ISBN 978-90-04-20355-6.
  - Amir R. Style as a Chronological indicator: On the Relative Dating of the Golan Synagogues. — 2012. — С. 337—370.
  - Irshai O. Confronting a Christian Empire: Jewish Life and Culture in the World of Early Byzantium. — 2012. — С. 17—64.
- Hevelone-Harper J. L. Disciples of the Desert: Monks, Laity, and Spiritual Authority in Sixth-Century Gaza. — Baltimore : JHU Press, 2005. — 211 p. — ISBN 0-8018-8110-2.
- Isaac B. The Limits of Empire. The Roman army in the East. — Oxford : Clarendon Press, 1990. — 510 p. — ISBN 0-19-814952-2.
- Lapin H. Economy, Geography, and Provincial History in Later Roman Palestine. — Tübingen : Mohr Siebeck, 2001. — 227 p. — ISBN 3-16-147588-7.
- Levine L. The Ancient Synanogue. — New Heawen : Yale University Press, 2005. — 796 p. — ISBN 0-300-10628-9.
- Mayerson P. The Saracens and the Limes // Bulletin of the American Schools of Oriental Research. — Alexandria, Vi : University of Chicago Press, 1986. — № 262. — P. 35—47. — ISSN 0003-097X. — JSTOR 1356978.
- Mayerson P. Libanius and the Administration of Palestine // Zeitschrift für Papyrologie und Epigraphik. — Bonn : Rudolf Habelt GmbH, 1987. — Vol. 69. — P. 251—260. — ISSN 0084-5388. — JSTOR 20186673.
- Parker T. S. An Empire's New Holy Land: The Byzantine Period // Near Eastern Archaeology. — Alexandria, Vi : University of Chicago Press, 1999. — Vol. 62, № 3. — P. 134—180. — ISSN 2325-5404. — JSTOR 3210712.
- Roll I. The Roads in Roman-Byzantine Palaestina and Arabia. The Madaba Mosaic Map. Дата обращения: 12 марта 2016. Архивировано из оригинала 22 апреля 2016 года.
- Rozenfeld, B. Markets And Marketing in Roman Palestine. — Leiden: BRILL, 2005. — 281 p. — ISBN 90-04-14049-2.
- Christian Gaza in Late Antiquity / Ed. by B. Bitton-Ashkelony and A. Kofsky. — Leiden : Brill, 2004. — viii, 247 p. — ISBN 90-04-13868-4.
  - Hirschfeld Y. The Monasteries of Gaza: An Archaeological Review // Christian Gaza in Late Antiquity. — 2004. — P. 61—88.
  - di Segni L. The Territory of Gaza: Notes of Historical Geography // Christian Gaza in Late Antiquity. — 2004. — P. 41—60.
- Safrai Z. The Economy of Roman Palestine. — New York : Routledge, 1994. — 291 p. — ISBN 0-203-20486-7.
- Schwartz S. Imperialism and Jewish Society: 200 B.C.E. to 640 C.E. (Jews, Christians, and Muslims from the Ancient to the Modern World). — Princeton: Princeton University Press, 2001. — 320 p. — ISBN 0-691-08850-0.
- Sivertsev A. Private Households and Public Politics in 3rd-5th Century Jewish Palestine. — Tübingen: Mohr Siebeck, 2002. — 279 p. — ISBN 3-16-147780-4.
- Smallwood E. M. The Jews Under Roman Rule: From Pompey to Diocletian. — Brill, 1976. — 595 p. — ISBN 90 04 04491 4.
- Stemberger G. Jews and Christians in the Holy Land: Palestine in the Fourth Century. — London: A&C Black, 2000. — 350 p. — ISBN 0 567 08699 2.
- Tsafrir Y. Byzantine Jerusalem: The Configuration of a Christian City // Jerusalem: Its Sanctity anr Centrality to Judaism, Christianity and Islam. — New York : Continuum, 1999. — P. 133—150. — xxvii, 516 p.
- Wilkinson J. Christian Pilgrims in Jerusalem during the Byzantine Period // Palestine Exploration Quarterly. — London : Palestine Exploration Fund, 1976. — Vol. 108, no. 2. — P. 75—101. — ISSN 0031-0328. — doi:10.1179/peq.1976.108.2.75.

на русском языке
- Болгов Н. Н. Ранневизантийская Газа в Палестине: город и его писатели // Античная древность и средние века. — 2014. — № 42. — С. 38—52.
- Грец Г. История евреев от древнейших времён до настоящего. — Одесса, 1906. — Т. V. — 394 с.
- Грушевой А. Г. История формирования византийской провинции Палестина Третья // Византийский временник. — 1990. — Т. 51. — С. 124—131.

### Справочники
- Kazhdan, Alexander, ed. (1991). The Oxford Dictionary of Byzantium. Oxford University Press: Oxford and New York. ISBN 0-19-504652-8.
- New Encyclopedia of Archaeological Excavations in the Holy Land. — Jerusalem, 1993. — 440 p. — ISBN 965-220-211-8.